# AMC AMX
El AMC AMX es un automóvil gran turismo de estilo muscle car de dos asientos, producido por American Motors Corporation desde 1968 hasta 1970. Como uno de los dos únicos biplazas construidos en los Estados Unidos en aquel momento, el AMX competía directamente con el Chevrolet Corvette, un modelo que contaba con una pulgada (2.5 cm) de mayor distancia entre ejes, aunque el AMX costaba mucho menos dinero.
Equipado con el motor AMC V8 de 290 plg³ (4,8 L) estándar o con el V8 de 390 plg³ (6,4 L) de alta compresión opcional, el AMX ofrecía un rendimiento de primer nivel a un precio asequible. A pesar de este valor y de la entusiasta recepción inicial por parte de los medios y de los aficionados al automóvil, las ventas nunca prosperaron. Sin embargo, se lograron los objetivos más amplios del fabricante de automóviles de reenfocar la imagen de AMC hacia el rendimiento de sus coches y de atraer clientes más jóvenes a las salas de exhibición de sus concesionarios. La versión de dos asientos se suspendió después de tres años de producción.
La insignia distintiva del AMX se transfirió durante los años de 1971 a 1974 a una versión de alto rendimiento de su hermano de cuatro asientos, el Javelin. Más adelante, American Motors capitalizó la respetada reputación de los AMX de dos asientos originales al revivir la denominación del modelo en las versiones cupé de alto rendimiento de los compactos Hornet en 1977, Concord en 1978 y del subcompacto Spirit en 1979 y 1980.

## Origen

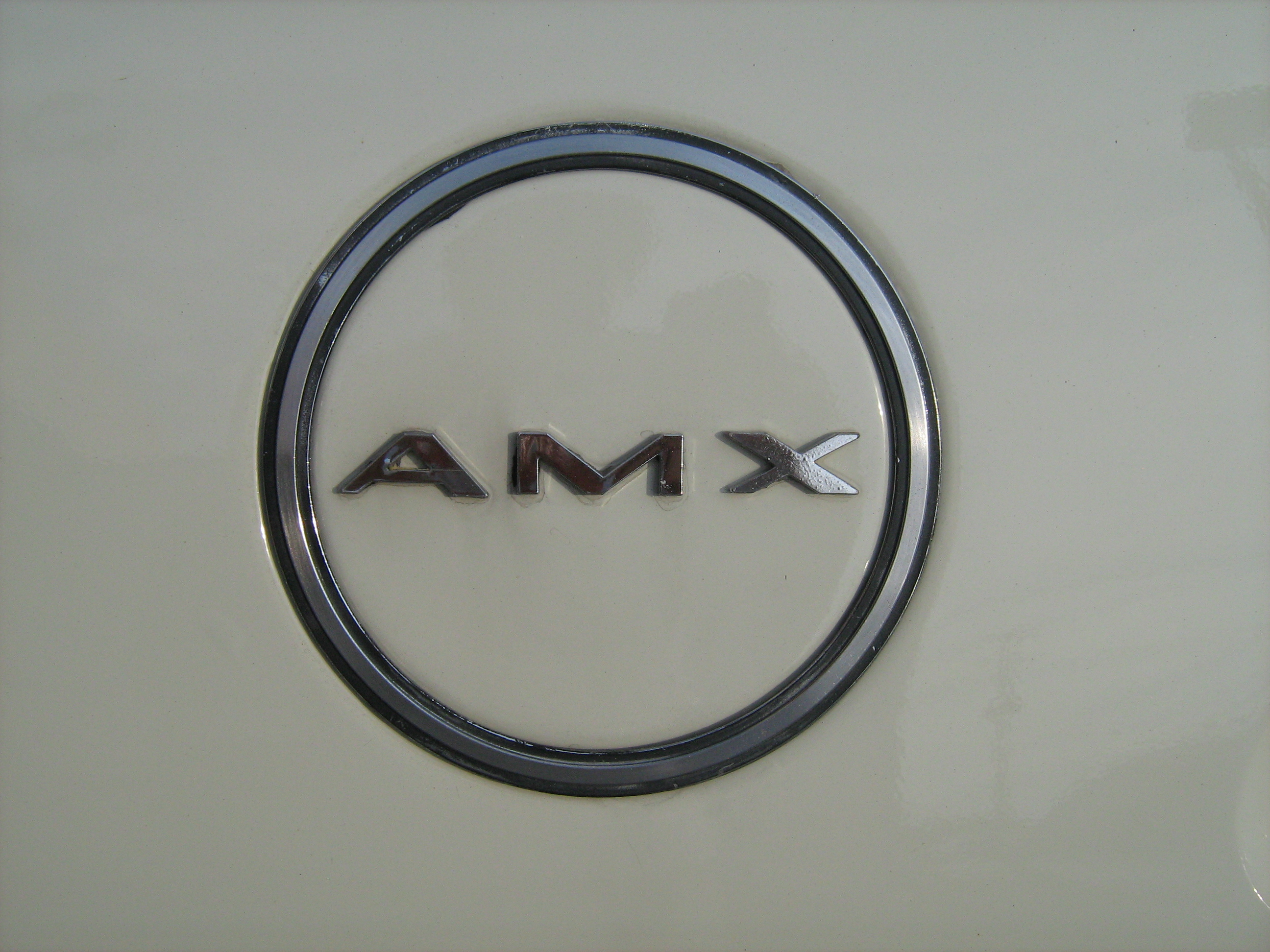
Emblema con el logo AMX de 1968 y 1969 en el pilar C

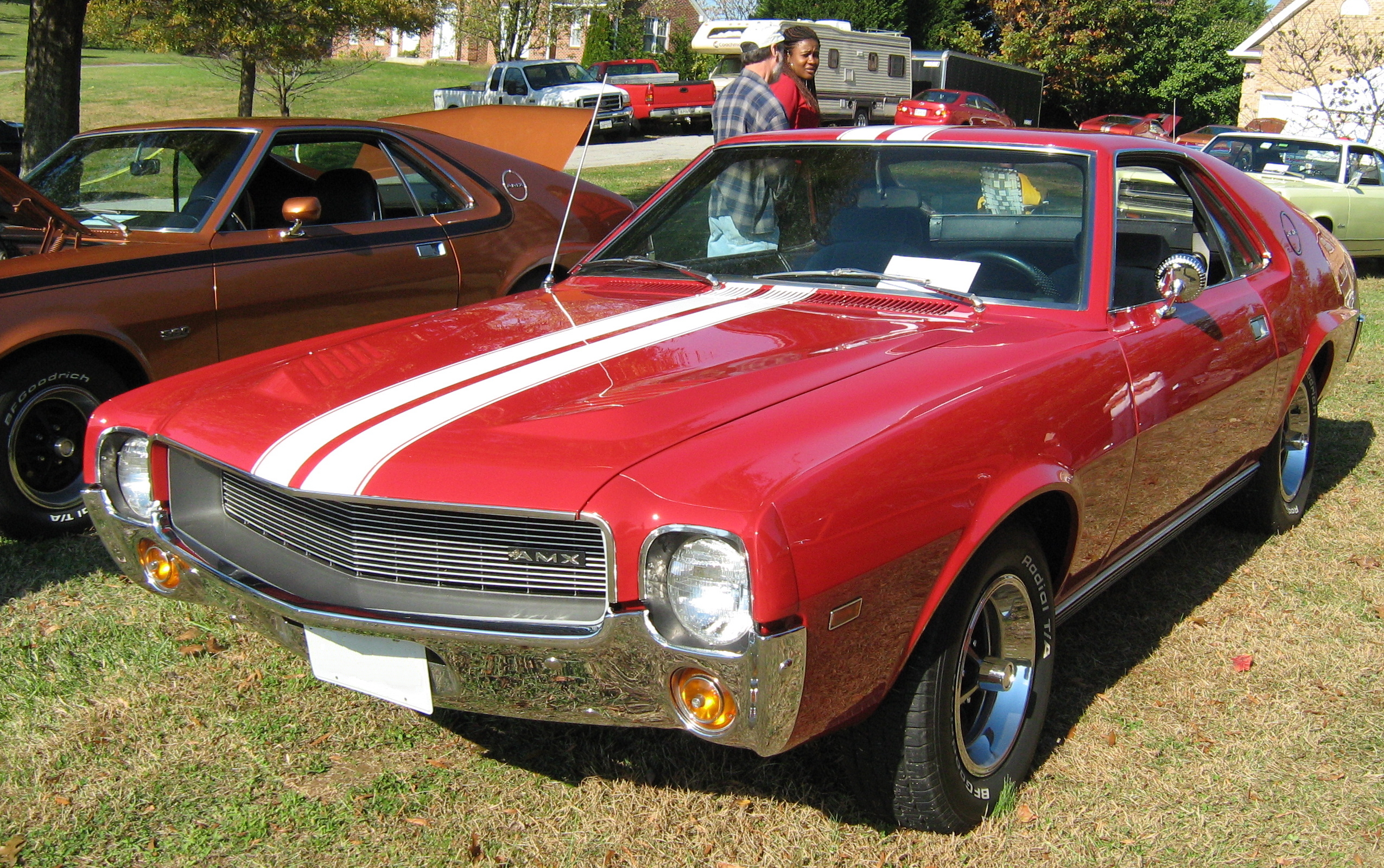
AMC AMX de 1969 color "Rojo Matador"

El nombre AMX se originó a partir del código "American Motors eXperimental" utilizado primero en un vehículo de pruebas y después en dos prototipos que se mostraron en la gira de exhibición de automóviles "Proyecto IV" de la compañía en 1966. Uno era un "AMX" biplaza de fibra de vidrio y el otro era un "AMX II" de cuatro plazas. Ambas ofertas de estilo radical reflejaron la estrategia de la compañía de despojarse de su imagen de "automóvil económico" y atraer a un mercado más joven y orientado al rendimiento de los coches.
Los modelos originales AMX a escala completa fueron desarrollados en 1965 por los estudios de estilo avanzado de AMC bajo la dirección de Charles Mashigan. El AMX de dos asientos fue un "gran éxito en el circuito de exhibición de automóviles en 1966" y presentaba un transportín para pasajeros ocasionales (denominado asiento "Ramble") que se abría desde la parte trasera del maletero. Los ejecutivos de AMC vieron la oportunidad de cambiar la percepción de los consumidores sobre el fabricante de automóviles, modificando la imagen de automóvil económico que había potenciado George Romney para adaptarla a la realidad del nuevo mercado interesado en vehículos deportivos orientados al rendimiento. Robert B. Evans solicitó que un automóvil como el AMX se pusiera en producción rápidamente.
Surgieron dos programas de desarrollo simultáneos para su puesta en producción: uno para un Javelin modificado y otro para un automóvil completamente nuevo con carrocería de fibra de vidrio. Se seleccionó el primer enfoque, lo que permitió al AMC utilizar tecnología existente y la experiencia en la fabricación de carrocerías monocasco, lo que a su vez facilitó realizar modificaciones bastante económicas al Javelin para que se aproximara al estilo y las proporciones del prototipo. AMC podía producir carrocerías de acero en grandes cantidades, por lo que rechazó desarrollar carrocerías de plástico (o de fibra de vidrio), destinadas tan solo a modelos de baja producción. La primera unidad plenamente operativa se presentó como parte del proyecto AMX de AMC en 1966. El otrora fabricante de automóviles "desaliñados" se subió al carro de los "pony cars" con su "atractivo Javelin", y pronto presentó el "único" AMX con un diseño que "ya no incluía capotas ni cubiertas más cortas".
Vic Raviolo, anteriormente responsable de los Lincoln que compitieron en la Carrera Panamericana durante la década de 1950, participó en la ingeniería del nuevo cupé deportivo de AMC. El AMX fue el primer automóvil de alto rendimiento estadounidense de dos asientos con carrocería de acero desde el Thunderbird de 1957. El biplaza original de Ford se había convertido hacía mucho tiempo en un automóvil de lujo personal de cuatro asientos. En consecuencia, el AMX pasó a ser el único biplaza estadounidense producido en masa que compartió el mercado con el Corvette de Chevrolet desde el Thunderbird de 1957. El AMX tenía una distancia entre ejes corta (97 plg (2464 mm)), mientras que su competidor directo era una pulgada más largo (98 plg (2489 mm). El precio recomendado del fabricante para el AMX era de 3.245 dólares (28 432 $ en 2023), casi un 25 % por debajo y más de 1000 dólares menos que el precio del Corvette.
El AMX se presentó a la prensa en el circuito de Daytona el 15 de febrero de 1968, poco más de cuatro meses después de que el Javelin saliera a la venta. En las demostraciones en la pista de carreras, los nuevos AMX corrieron a velocidades de hasta 130 mph (209 km/h). El vicepresidente del grupo American Motors, Vic Raviolo, describió al AMX como "el Ferrari de Walter Mitty" (un personaje literario conocido por su carácter apacible y fantasioso). El AMX fue diseñado para "atraer tanto a los entusiastas de los coches potentes como de los deportivos, dos campos que rara vez reconocían la existencia del otro". El problema era que la aceleración "que derretía los neumáticos" del biplaza lo convertía en "un automóvil rápido que se manejaba como un automóvil deportivo, confundiendo al público comprador". El periodista automovilístico Tom McCahill lo resumió así: "El AMX es lo mejor que jamás haya salido de Wisconsin y... puede girar en las esquinas y circular por curvas realmente pronunciadas mejor que muchos otros coches deportivos".
También fue el único biplaza con carrocería de acero fabricado en Estados Unidos de su época, el primero desde el Ford Thunderbird de 1955-1957.

## Récord

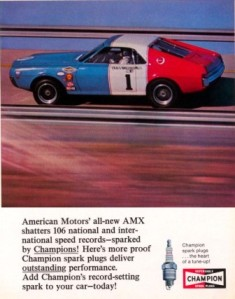
El AMX "rompe" récords de velocidad (anuncio de bujías Champion)

En enero de 1968, dos AMX especialmente preparados establecieron 106 récords mundiales de velocidad y de resistencia en la pista de Goodyear en Texas, conducidos por el poseedor del récord mundial de velocidad terrestre Craig Breedlove, su esposa Lee y Ron Dykes. Como una forma de promocionar el nuevo automóvil, el gerente de actividades de rendimiento de AMC, Carl Chakmakian, le pidió a Breedlove que pusiera a prueba el AMX antes de que los nuevos automóviles estuvieran disponibles para la venta. El equipo "Spirit of America"  de Breedlove y Traco Engineering tuvieron seis semanas para preparar los coches antes de que fueran exhibidos en el Salón del Automóvil de Chicago en febrero.
El motor AMC V8 de 290 plg³ (4,8 L) se amplió a 304 plg³ (5 L); y en el caso del V8 de 390 plg³ (6,4 L) se aumentó hasta 397 plg³ (6,5 L). El taller instaló colectores de escape, cárteres de aceite de mayor volumen, enfriadores de aceite, colectores de admisión de gran altura, árboles de levas de competición con elevadores reforzados y resortes más fuertes, y carburadores más grandes. Los coches disponían de enfriadores de aceite en el motor y en la parte trasera, y tanques de combustible de seguridad tipo celda de 37 galAm (140,1 L) de capacidad. Los componentes del motor se sometieron a rayos X y análisis Magnaflux para verificar si tenían grietas, al igual que los componentes del chasis.
La preparación del chasis incluyó muelles delanteros y traseros reforzados (parte del paquete opcional de fábrica), brazos de control de tracción de resorte trasero, amortiguadores reforzados y una barra de seguimiento tipo "Panhard" en la parte trasera para eliminar el balanceo lateral. Las ruedas y los neumáticos originales fueron reemplazados por ruedas anchas de magnesio y neumáticos Goodyear. Los coches se modificaron aerodinámicamente: se bajaron los extremos delanteros, se inclinaron los capós y se instalaron alerones debajo de los parachoques delanteros. Los interiores de los automóviles tenían jaulas antivuelco que endurecían la estructura para proteger al conductor, un asiento envolvente original modificado para brindar soporte adicional e instrumentos complementarios para controlar el correcto funcionamiento del motor.
Breedlove también llevó el AMX a Bonneville, donde alcanzó 189 mph (304 km/h) en un recorrido verificado por el Auto Club de Estados Unidos (USAC), así como una carrera no oficial a más de 200 mph (322 km/h).

## Pionero en la industria
El AMX no solo era un coche deportivo y atractivo, sino que introdujo muchas novedades en la industria.
La Sociedad de Ingenieros de Automoción estadounidense nombró al AMX como el "automóvil mejor diseñado del año" en 1969 y 1970.
Para el reconocimiento del primer año, las razones citadas incluyeron el tablero del automóvil, que fue moldeado por inyección en una sola pieza "por motivos de seguridad, una primicia en la industria". El nuevo motor de 390 plg³ (6,4 L) del AMX fue desarrollado para tener un gran desplazamiento dentro de sus dimensiones externas mínimas y peso moderado, mientras que el uso de componentes y el mecanizado comunes con los motores de 290 y 343 pulgadas cúbicas de AMC aseguraban la economía de su fabricación. Los modelos de 1968 también incluyeron un innovador acolchado de seguridad de fibra de vidrio, un "plástico" en el interior de los postes del parabrisas que se usó por primera vez en los AMC Javelin.
Para el premio del año siguiente, la mención incluyó que los AMX de 1970 (y los Javelin) fueron los primeros coches de producción en serie que usaron parabrisas que eran más seguros, más delgados y más livianos que los de vidrio laminado ordinarios. Desarrollado por Corning, el vidrio presentaba una capa endurecida químicamente diseñada para ceder bajo impacto y desmoronarse en pequeños gránulos para reducir las lesiones. La capa interna incorporaba "aumentadores de tensión que hacen que se rompa antes de que se desarrollen fuerzas excesivamente altas capaces de causar una conmoción cerebral en el cráneo del ocupante".
American Motors también incorporó nuevos diseños para el sellado del parabrisas en los modelos de 1970 y desarrolló un proceso de soluciones de sistemas que comenzó en el estudio de diseño para asegurar su máxima eficiencia.

## 1968

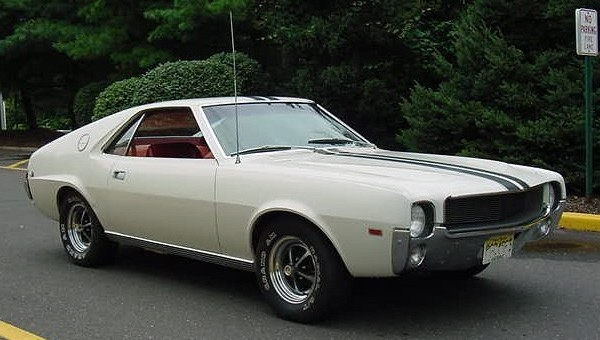
AMC AMX de 1968 con Go-Pac

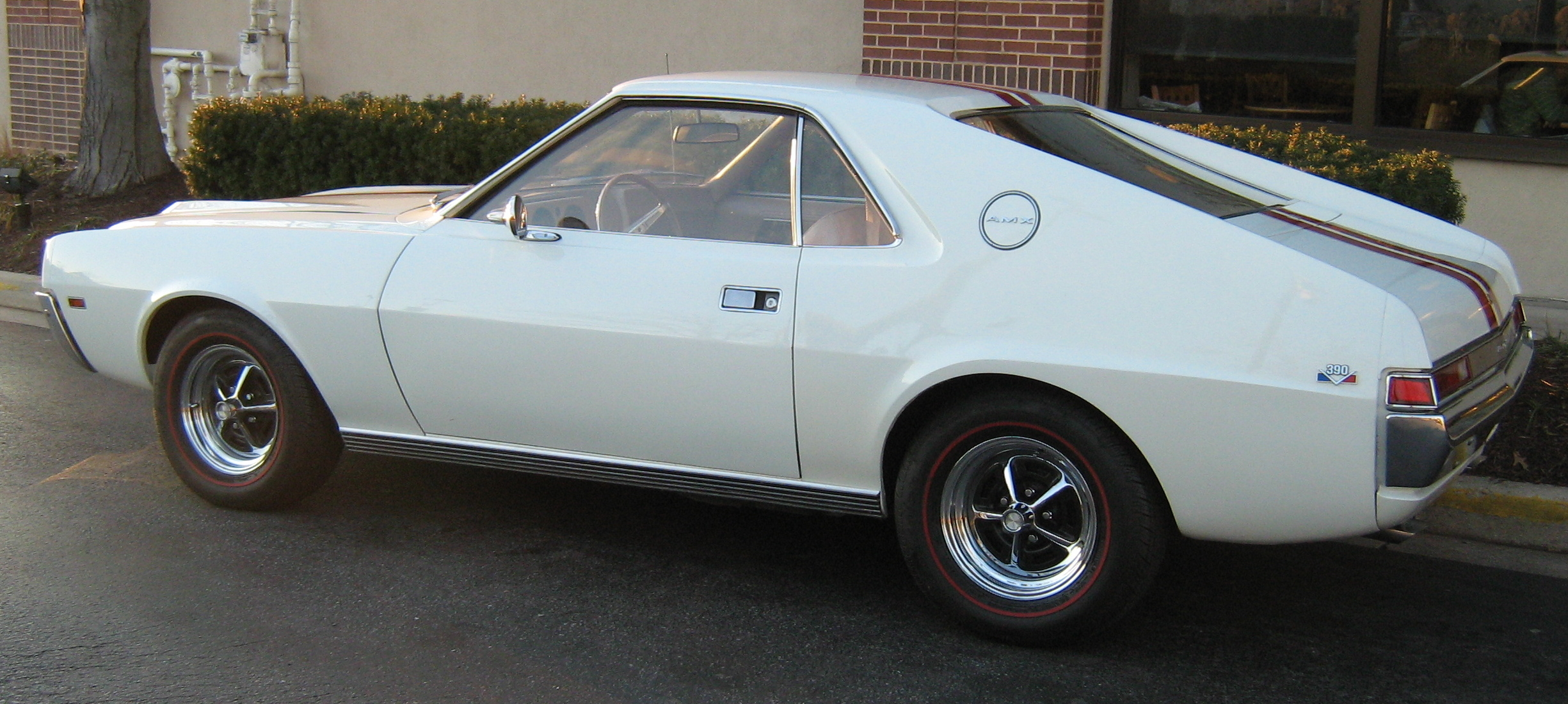
AMC AMX de 1968 con ruedas cromadas y llantas con franja roja estándar y Go-Pac

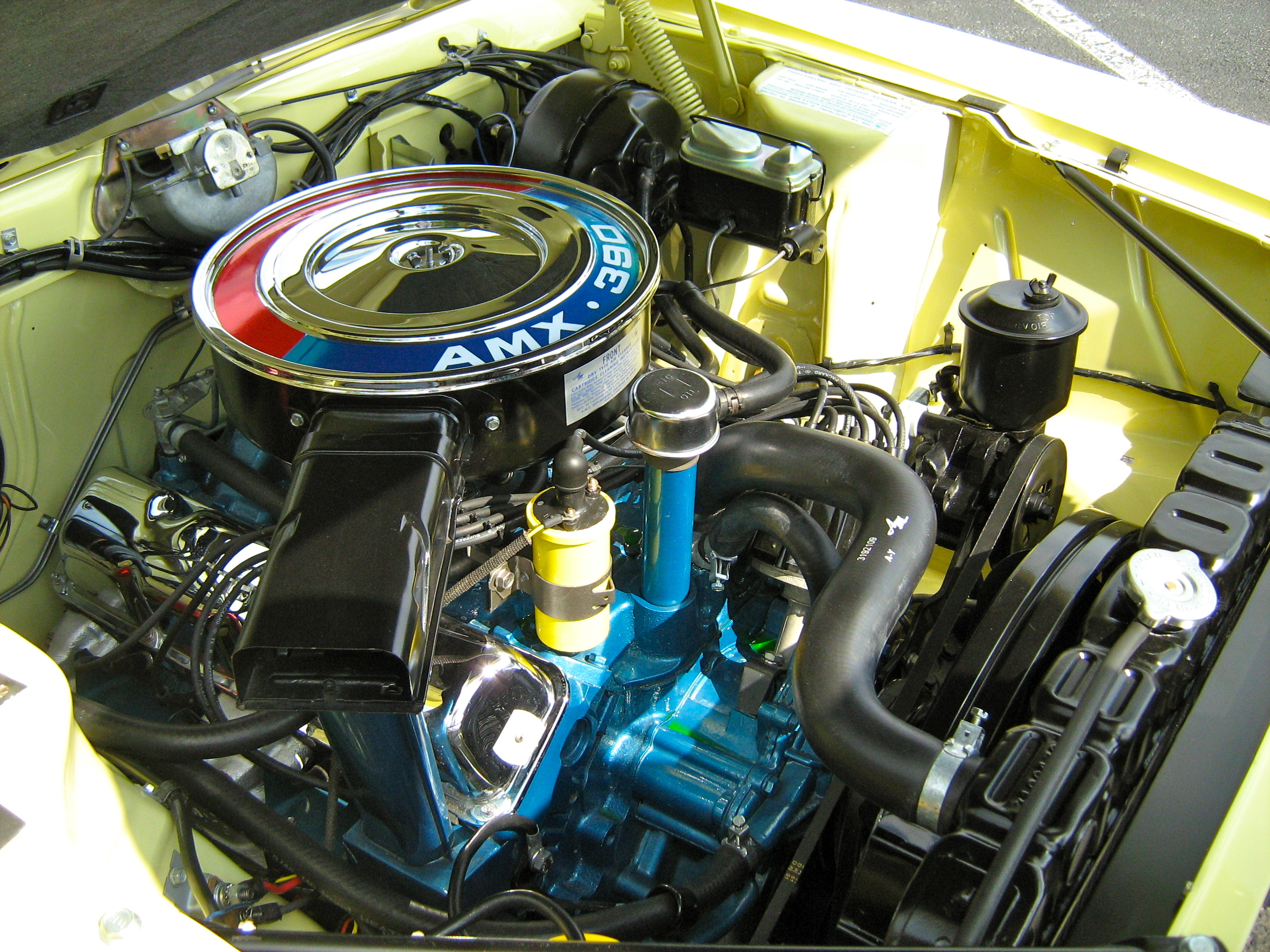
El motor "AMX 390"

American Motors promocionó a mediados del año el lanzamiento del AMX entre los periodistas del motor en Daytona, con el fin de poner de relieve el rendimiento de su deportivo, así como también para hacer público un acuerdo de promoción con la revista Playboy. Para presentar el AMX a sus concesionarios, AMC celebró reuniones en nueve Clubs Playboy.
Se presentó al público el 24 de febrero de 1968, cinco meses después que el Javelin y que los otros coches de AMC para 1968. Se promocionó como "el único deportivo estadounidense que cuesta menos de 3.500 dólares". Los anuncios de American Motors también mostraban a "un piloto de carreras con casco acelerando en la línea de salida en uno de los modelos deportivos AMX de AMC, que describían como 'listo para alcanzar las 125 millas por hora'".
El AMX de dos asientos estaba "destinado a un nicho de mercado pequeño y bien definido, y atrajo a los jóvenes a las salas de exhibición de los distribuidores de AMC en cantidades nunca antes vistas". Numerosas pruebas en carretera describieron al nuevo AMX como un "atractivo biplaza con aceleración al estilo americano y manejo al estilo europeo". Los periodistas lo sometieron a pruebas reales en todo tipo de terrenos y escribieron "que el AMX es uno de los coches más atractivos, si no el más atractivo, fabricado en los EE. UU.".
Todos los AMX venían con el motor AMC V8 de bloque pequeño con carburadores de cuatro cuerpos en distintas versiones: 290 plg³ (4,8 L) (de 225 HP (167,8 kW), código N), 343 plg³ (5,6 L) (de 290 HP (216,3 kW), código T), así como el 390 plg³ (6,4 L) "AMX" con 315 HP (234,9 kW) y con 425 pies·libra fuerza (576,2 N·m) de par motor (código X). Todos estaban derivados del mismo bloque que conservaba su tamaño externo. Sin embargo, los tres motores diferían mucho internamente, y el motor más pequeño tenía válvulas de admisión y escape pequeñas, correas de bloque delgadas y un cigüeñal de hierro nodular fundido; el 343 incorporaba válvulas más grandes con una correa de bloque más gruesa; y el 390 pasó a tener un cigüeñal y bielas de acero forjado, así como cojinetes de biela más grandes, 2,25 plg (57,15 mm) en comparación con 2,09 plg (53,09 mm) en las dos versiones más pequeñas.
La caja de cambios BorgWarner T-10 de cuatro velocidades manual era estándar, al igual que las barras de tracción especiales, el sistema de escape doble y neumáticos más gruesos para una mejor tracción. Una transmisión automática de tres velocidades "Shift-Command" con la capacidad de cambio manual (BorgWarner modelo M-11B o M-12) era opcional, junto con una palanca de cambios montada en la consola sobre el piso.
Una opción popular de "Paquete Go" venía con el motor 343 o 390 con carburador de cuatro cuerpos, e incluía frenos de disco delanteros servoasistidos, diferencial "Twin-Grip", neumáticos con franja roja E70x14 sobre llantas de acero de 6" de ancho, suspensión reforzada con barras estabilizadoras más gruesas, refrigeración mejorada y otras mejoras de rendimiento. Además, estaba disponible una amplia gama de piezas especiales para incrementar el rendimiento del coche a través de los distribuidores de AMC, listas para su instalación en los automóviles de los clientes. Se conocían como piezas del "Grupo 19" de acuerdo con la forma en la que AMC organizaba sus libros de accesorios.

### AMX Breedlove
Según varias fuentes, AMC ofreció autos "Breedlove Replica" para conmemorar los récords de velocidad y resistencia. El "Catálogo estándar de coches deportivos estadounidenses 1960–1972" describe aproximadamente 50 AMX "Breedlove" que se vendieron con el esquema de pintura rojo, blanco y azul junto con el motor V8 estándar de 290 plg³ (4,8 L) y carburador de cuatro cuerpos con transmisión manual de cuatro velocidades.
Sin embargo, los historiadores de AMC argumentan que no había "bibliografía de fábrica, hojas de pedidos, publicidad, fotografías o cualquier otra cosa para documentar adecuadamente cualquier AMX 'Breedlove Replica' de fábrica de 1968 o 1969". Según los historiadores, un automóvil nuevo que encargó un concesionario en Canadá no pudo haber sido pintado en la fábrica, sino que se subcontrató a un taller local de Kenosha para realizar la pintura final.

### AMX Playmate

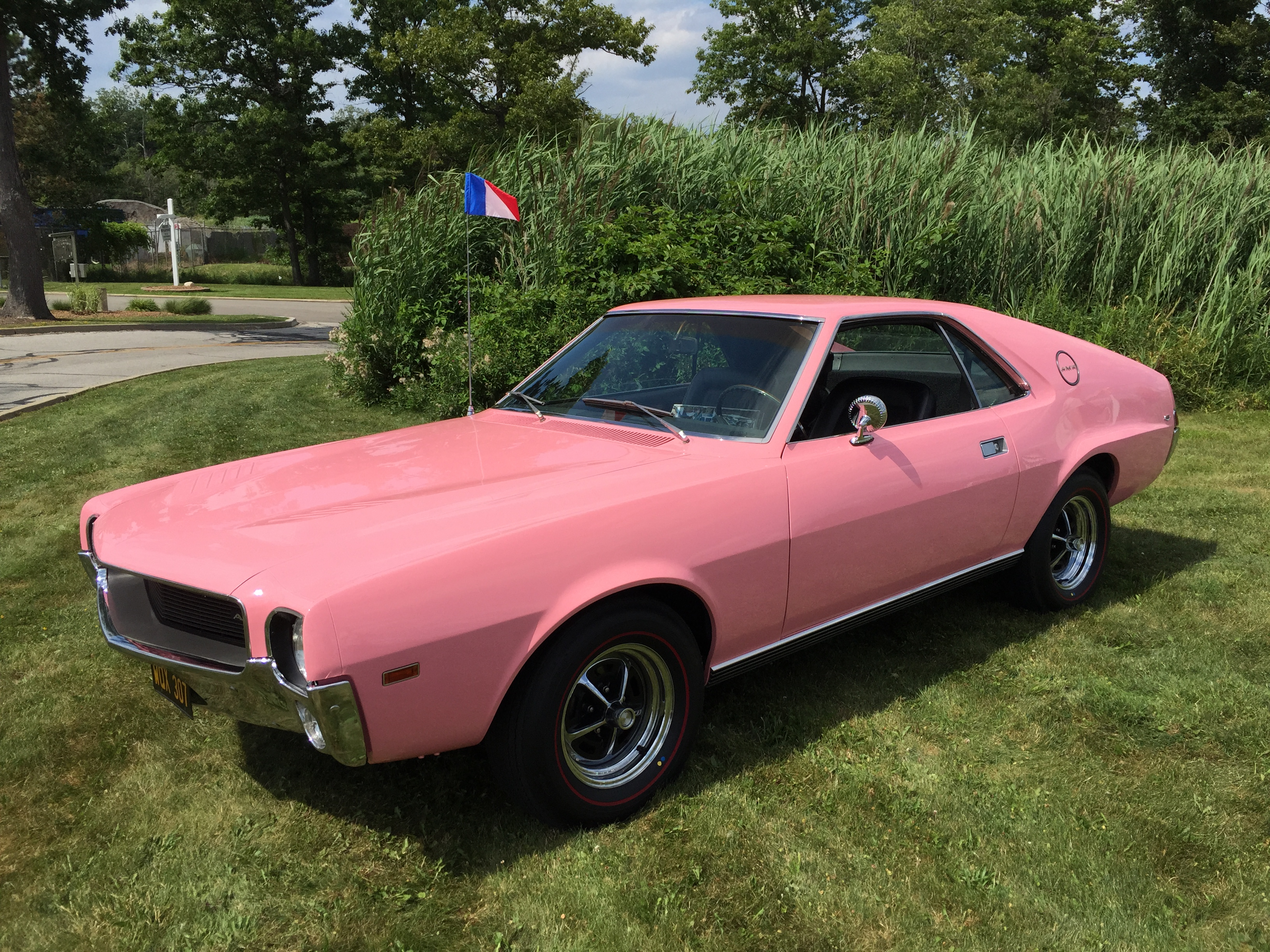
El coche auténtico del premio a la Play Mate del Año 1968

La Playmate del Año 1968 de la revista Play Boy, Angela Dorian, recibió un AMX especialmente pintado de rosa, conocido como el "Playmate Pink". Estaba propulsado por el motor base V8 de 290 pulgadas cúbicas (4,8 L) con transmisión automática, aire acondicionado, volante basculante, radio AM con un magnetófono de cartuchos de 8 pistas integrado y protectores de parachoques trasero opcionales. Además del color único, se diferenciaba de otros AMX por la placa de matrícula que contenía las medidas de Dorian en pulgadas, lo que hacía que su automóvil fuera AMX 36–24–35. El automóvil, actualmente propiedad de Mark Melvin, quien se lo compró a Dorian en 2010, apareció en un episodio de la serie de televisión Jay Leno's Garage.
Algunas fuentes describen que otros AMX se pintaron como el Playmate Pink en la fábrica. El vicepresidente de mercadotecnia de AMC, Bill McNealy, quien le entregó las llaves del automóvil a Angela Dorian, mencionó que "varios de ellos" tenían un acabado rosa.
A finales de 1968, un concesionario en la zona rural de Potosi (Misuri) hizo un pedido especial de un AMX Playmate Pink. La placa de serie de la puerta de este modelo de 1969 indica un código de pintura "00" (que significa un color de pedido especial) y tiene un motor V8 390 pulgadas cúbicas (6,4 L) con transmisión automática, así como el paquete "GO" de alto rendimiento, aire acondicionado y asientos de cuero.

### Alquiler de coches de carrerasHertz
A finales de la década de 1960, la empresa de alquiler de coches Hertz ofreció en algunas ubicaciones seleccionadas el programa "rent-a-racer" (alquila un coche de carreras), que incluía modelos de altas prestaciones como los Corvette, Jaguar XK-E, Ford Shelby y AMX.

### EdiciónVon Piranha
La empresa Thoroughbred Motors de Denver, Colorado, modificó aproximadamente 22 AMX nuevos para que los concesionarios AMC seleccionados tuvieran coches listos para usarlos tanto en las pistas de carreras como en los autódromos cercanos. Fueron llamados "Von Piranha" y los cambios incluyeron la adición de dos juegos de tomas de aire en cada pilar C con conductos para enfriar los frenos traseros y otro en el techo sobre el parabrisas que supuestamente funcionaba para enfriar la cabina en carrera. Las protuberancias gemelas del capó del AMX se abrieron para aumentar el flujo de aire en el compartimiento del motor, y se piensa que la construcción original del Piranha incluía la admisión Group 19 R4B de AMC estampada con el logotipo de Von Piranha junto con un carburador de tres cuerpos Holley de 950 CFM. El gerente de ventas de Thoroughbred en ese momento y leyenda local de las carreras, Ronald Hunter, corrió con un Piranha en las Continental Divide Raceways y en otros eventos.

## 1969

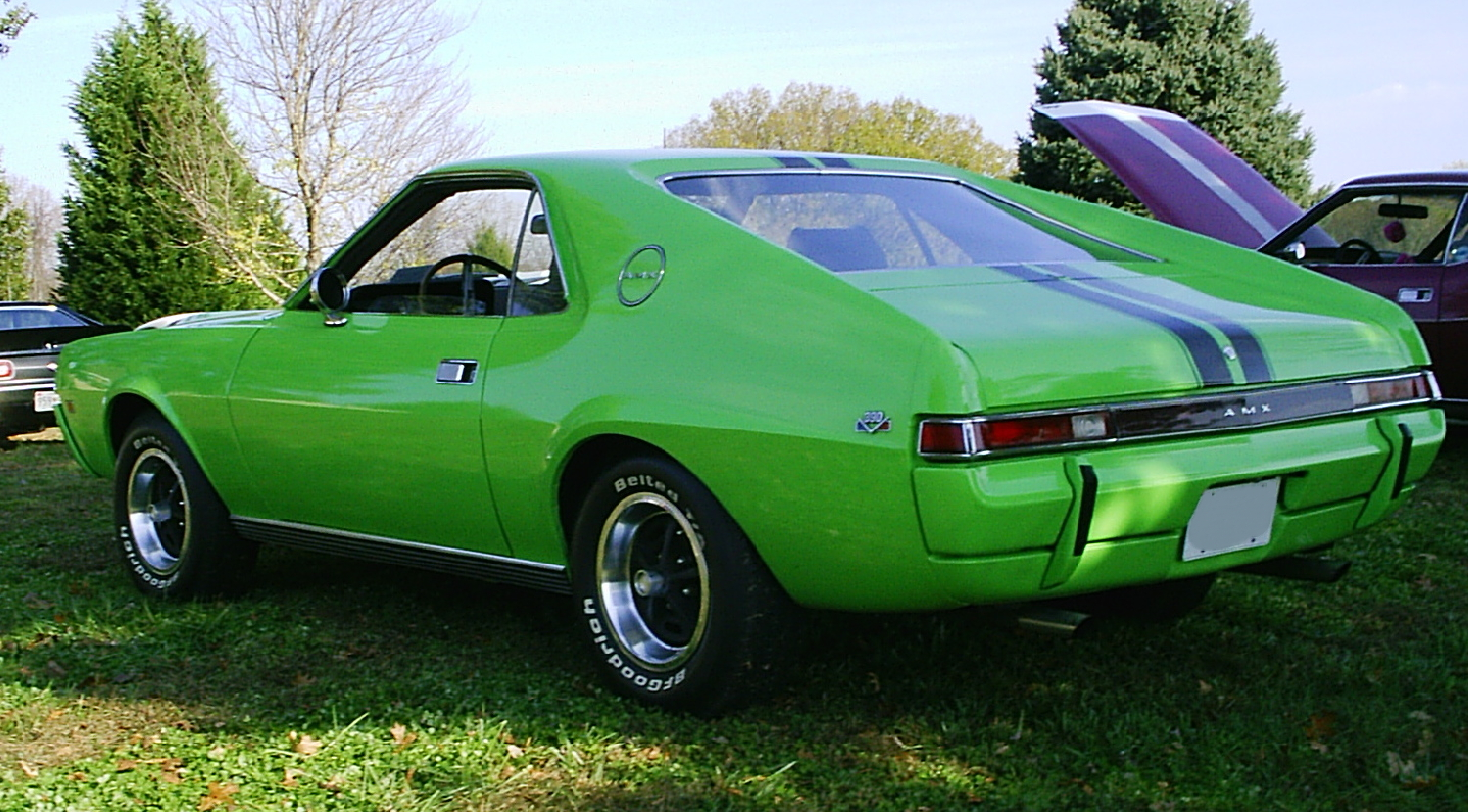
AMC AMX de 1969 con pintura "Big Bad Green"

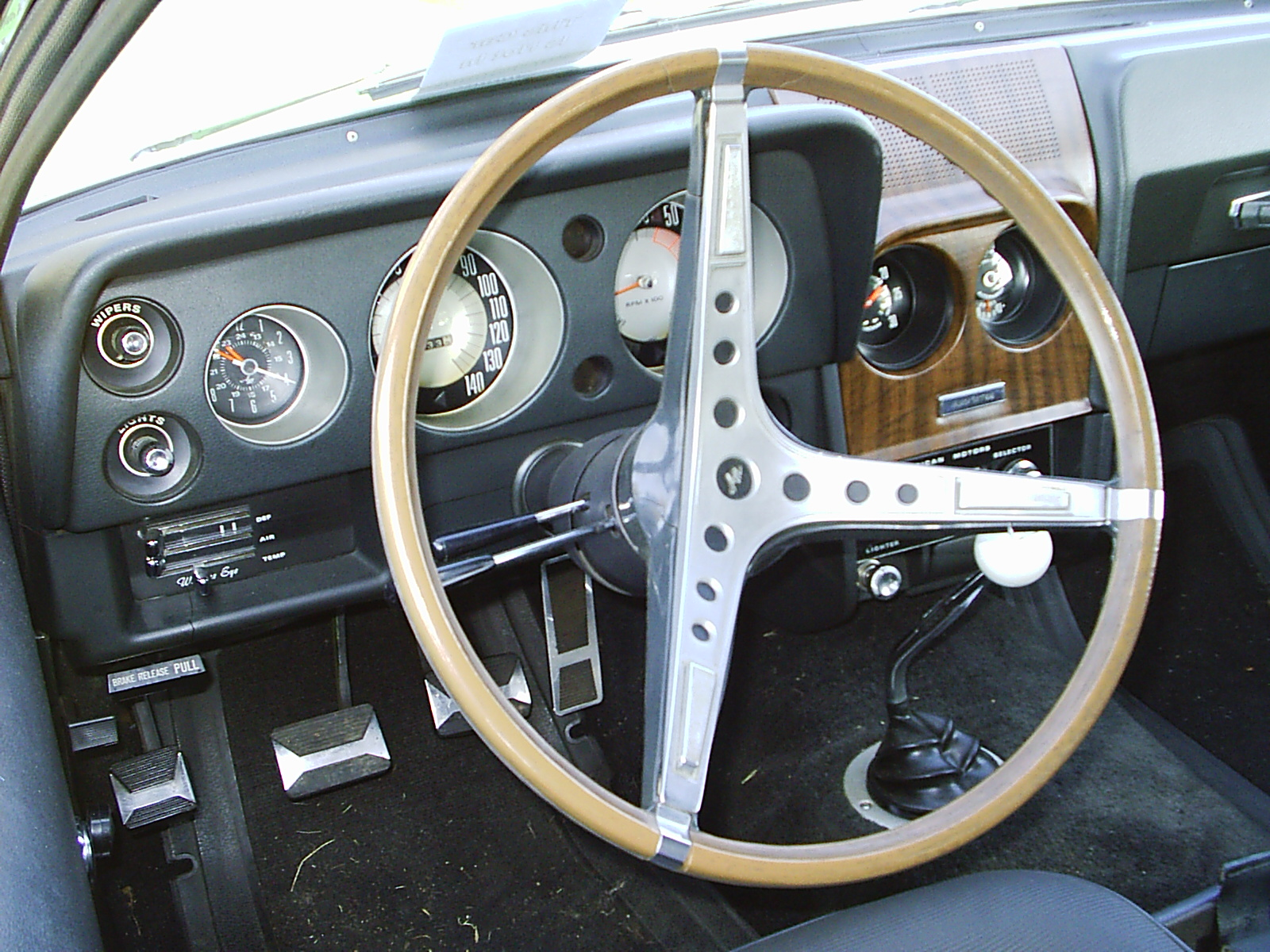
Interior de un AMX de 1969 con el panel central del "Gauge package"

El segundo modelo del AMX, ya de un año completo, solo experimentó ligeros cambios, excepto por un aumento de 52 dólares en su precio base. Las llantas de carretera de acero Magnum 500 de cinco radios ya no estaban cromadas, sino que ahora venían con un anillo de acero inoxidable. Las franjas de carreras ahora estaban disponibles en cinco colores. El interior presentaba una instrumentación revisada con el tacómetro de 0–8000 rpm ajustsdo para coincidir con el velocímetro,que ahora estaba calibrado en 140 mph (225,3 km/h). Se revisaron los paneles interiores de las puertas, se mejoraron las alfombras, la nueva tapicería de cuero era opcional y se revisó el pedal del acelerador. Las unidades de la parte final de la producción recibieron una visera sobre los instrumentos frente al conductor. La capacidad del maletero era de 9,7 pies cúbicos (275 L).
A partir de enero de 1969, todos los AMX de transmisión manual venían con una palanca de cambios en el suelo suministrada por Hurst. La transmisión automática "Shift-Command" de tres velocidades montada en la consola central siguió siendo opcional, con configuraciones de avance "1", "2" y "D". El modo "D" era para un funcionamiento completamente automático, pero el conductor podía cambiar manualmente a través de las tres marchas comenzando en la configuración "1" para la primera marcha sin cambios ascendentes, luego la configuración "2" para la segunda marcha sin cambios ascendentes, y finalmente a tercera marcha en la configuración "D".
Una opción de pintura "Big Bad" por 34 dólares estuvo disponible a partir de mediados de 1969. Los exteriores de neón brillante azul (BBB), naranja (BBO) y verde (BBG) incluían paragolpes delantero y trasero del mismo color, así como una moldura de rejilla inferior especial delgada y brillante para el paragolpes delantero y dos paragolpes verticales con revestimiento de goma pintados para la parte de atrás. Los AMX de 1969 pintados de fábrica eran 195 en BBB, 285 en BBO y 283 en BBG.
Popular Mechanics escribió que el "AMX de 1969 conserva el statu quo este año, prácticamente sin cambios, sigue siendo un placer absoluto de conducir".

### California 500
El California 500 Special es una versión de los AMX de 1969 que solo vendían miembros de la Asociación Estadounidense de Concesionarios de Motores del Sur de California. Fue parte de una campaña de promoción para conmemorar la temporada de 1969 en el Riverside International Raceway. Servirían como coches de seguridad en las carreras y los distribuidores venderían réplicas. Todos tenían un acabado en Big Bad Green con rayas negras e incluían el 390 Go-Pac, transmisión automática, aire acondicionado, dirección asistida, volante ajustable, vidrios polarizados, radio, grupo de luces, grupo de visibilidad e interior de cuero. Los autos también presentaban tubos de escape laterales "Trendsetter Sidewinder" en lugar de las tiras de moldura en los paneles de balancines, y se identificaban por dos pequeñas placas metálicas montadas en los laterales exteriores de los abultamientos del capó decoradas con dos banderas de carreras cruzadas en una y con el rótulo "500 Special" en la otra. Se fabricaron un total de 283 AMX en Big Bad Green para el modelo del año 1969; pero se desconoce el número exacto de versiones especiales del California 500, con una estimación de tan solo 32.

### AMX Super Stock

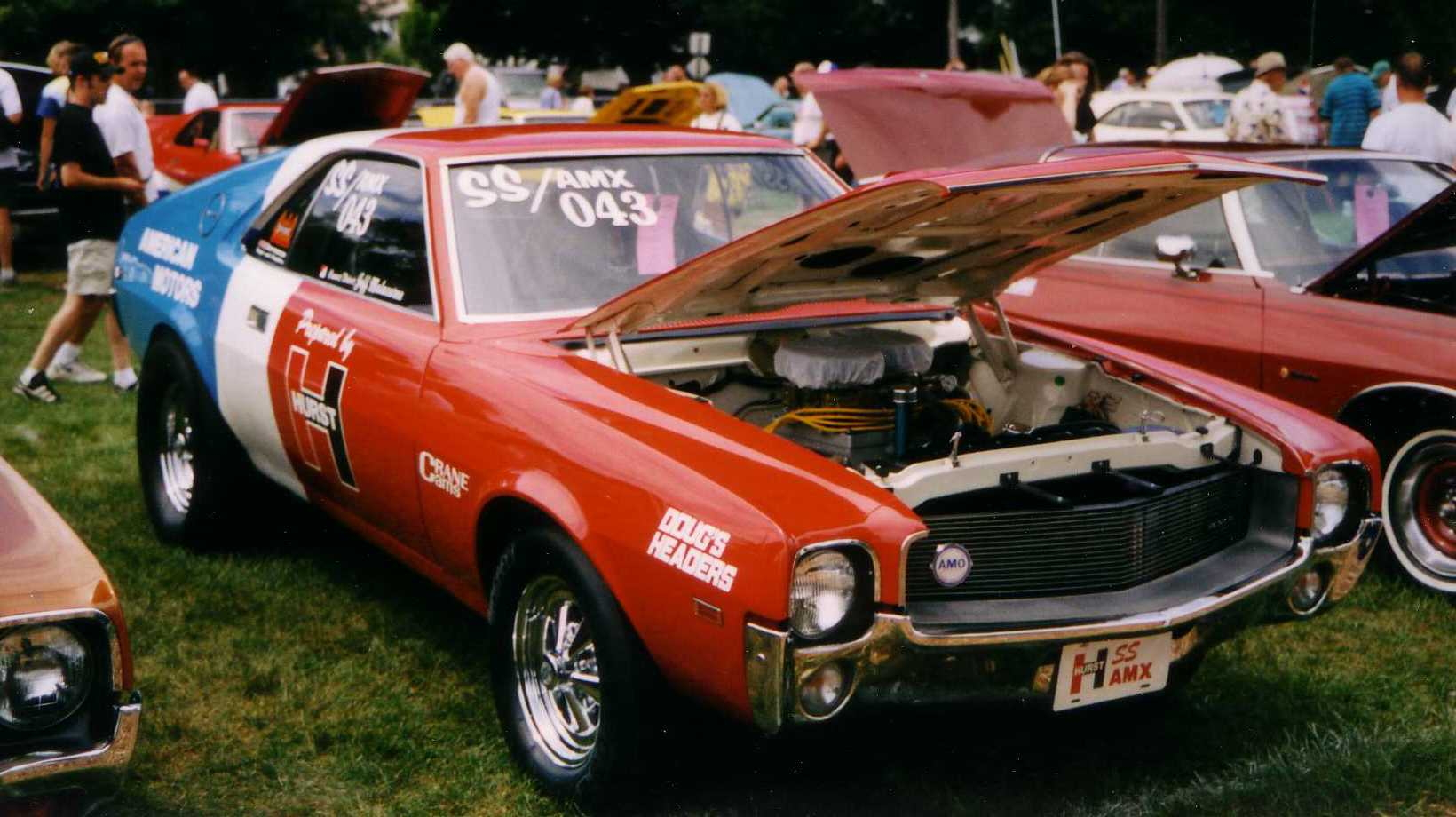
AMX Super Stock de 1969

AMC también presentó el AMX Super Stock. Para maximizar el rendimiento en la prueba del cuarto de milla, el motor de 390 pulgadas cúbicas estaba equipado con dos carburadores Holley y culatas con una relación de compresión de 12,3:1, además de cabezales y sistema de escape Doug's. Los neumáticos eran los empleados en las pruebas de aceleración. La empresa Hurst Performance llevó a cabo varias modificaciones adicionales.
American Motors declaró que el automóvil tenía una potencia de 340 HP (253,5 kW), pero la Asociación Nacional de Hot Rods (NHRA) calculó que su potencia real era de 420 caballos (313,2 kW) y lo calificó para participar entre varias clases de competición que incluían las SS/G y SS/D. La NHRA también colocó los AMX Super Stock en la clase SS/E en función de su peso de 3050 lb (1383 kg) y de su potencia tasada en 405 HP (302 kW), y finalmente se ubicaron en la clase SS/C.
La mayoría de los coches fueron preparados y pintados a medida por los concesionarios de AMC, con el fin de promocionar la marca en grandes eventos de carreras donde compitieron. El mejor cuarto de milla registrado fue de 10,73 segundos y una punta de 128 mph (206 km/h).

El AMX Super Stock estaba destinado a la pista de carreras y carecía de equipos de confort como la calefacción. El automóvil se podía pedir completamente blanco o con las bandas verticales de colores rojo, blanco y azul que distinguían a numerosos coches de competición de AMC en aquella época. El precio base era de 5.994 dólares, aproximadamente 1.900 más que un AMX 1969 regular totalmente equipado. Además, la garantía de fábrica no estaba disponible para estos coches.

### AMX en la "Pikes Peak"

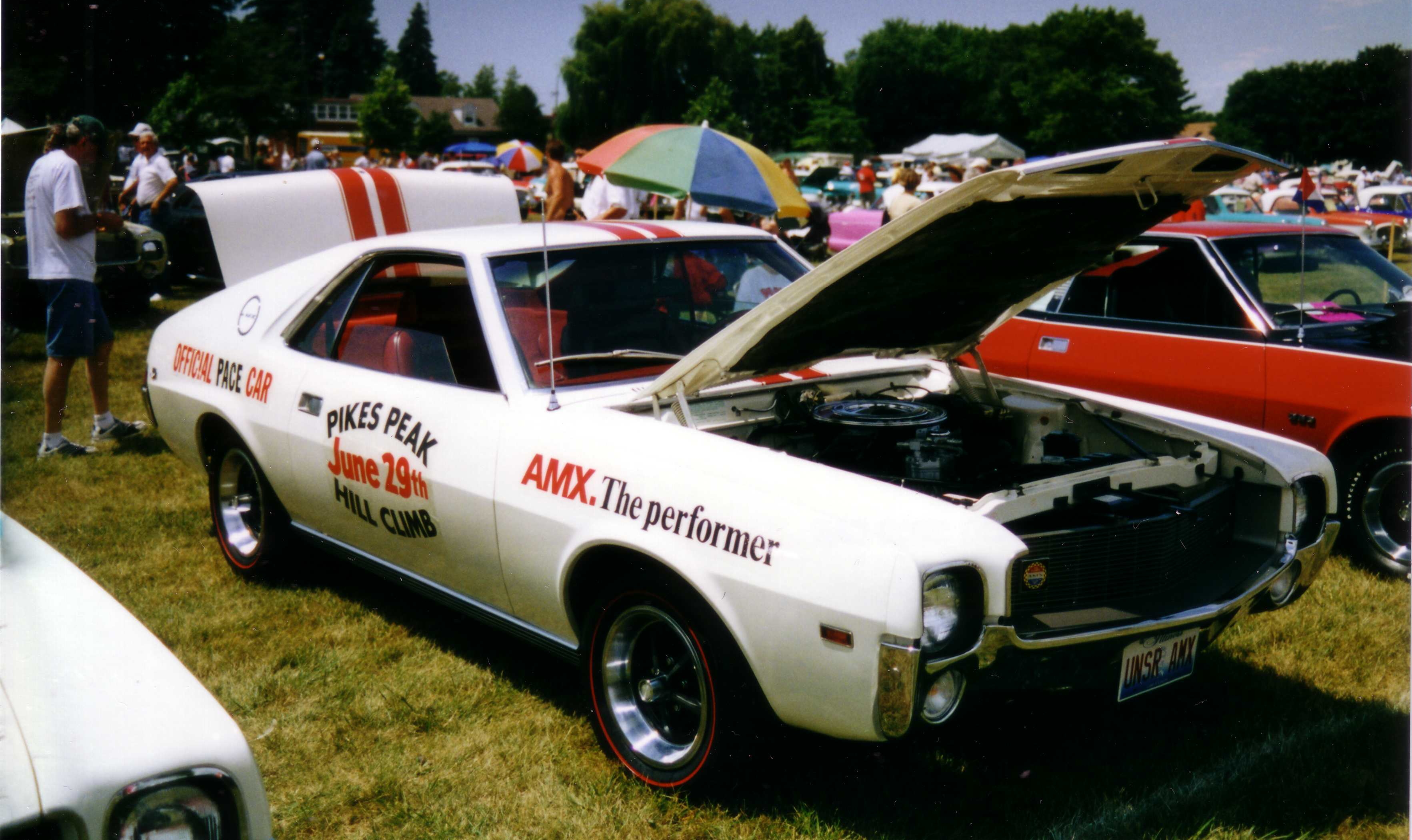
Coche de seguridad AMX de 1969 para la carrera Pikes Peak

La carrera Pikes Peak International Hill Climb usó los AMX de 1969 como coches de seguridad para la escalada a la cima del pico Pikes, disputada el 29 de junio de 1969 en Colorado.
Los AMX de seguridad y de cortesía fueron utilizados por los corredores (incluido Bobby Unser) para probar el recorrido durante la semana anterior a la carrera en la montaña. Había 12 (10 según algunas fuentes) AMX de seguridad/cortesía, y todos estaban equipados con la opción "390 Go-Pac" y acabados en "Frost White", con franjas rojas e interiores rojos.
Varios vehículos AMC y Jeep han participado en la carrera anual, ganando títulos de clase y estableciendo récords, pero el único AMX de dos asientos que corrió oficialmente en la subida de la colina fue un modelo de 1969 pilotado por Larry G. Mitchell en 1987, en la categoría de vehículos clásicos.

### AMX-R

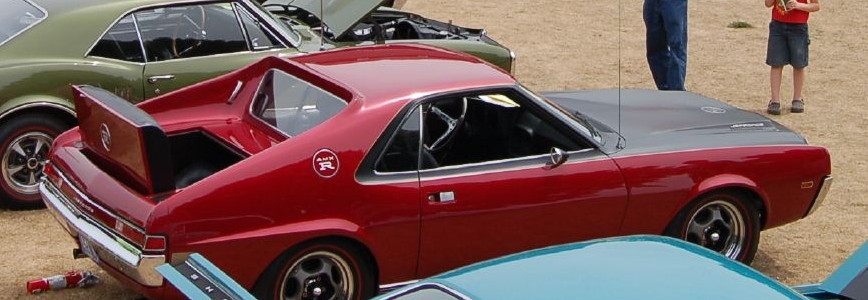
AMX-R en la exhibición del Museo de Coches Gilmore en 2007

La idea del asiento supletorio original en el AMX se consideró para su posible producción en serie, siendo James Jeffords, un diseñador y personalizador de vehículos, quien construyó un prototipo de trabajo en 1968 a partir de un AMX normal, que se denominó AMX-R. Jeffords, que también fue jefe del equipo Javelin Trans Am Racing de American Motors, recurrió al diseñador industrial Brooks Stevens, y ambos decidieron adecuar el interior del coche al asiento supletorio, agregar un tratamiento de pintura personalizado y un capó con el nombre de Jeffords en forma de insignia, e incorporar una suspensión modificada como parte de su plan para ofrecer el asiento opcional en 500 coches de producción en serie. El primer prototipo fue preparado por el taller House of Kustoms de Dave Puhl en Palatine, Illinois. Sin embargo, numerosos problemas impidieron llevar adelante la idea, incluidas las preocupaciones de seguridad y de viabilidad comercial del producto, la negativa de AMC a vender los coches para ser modificados, y la reacción negativa del abogado y activista Ralph Nader (opuesto al poder de las grandes corporaciones industriales) a la idea de los asientos supletorios exteriores. El tratamiento especial del capó oscurecido del AMX-R se ofrecería más tarde como opción de "máscara de sombra" en los modelos AMX de 1970.

## 1970

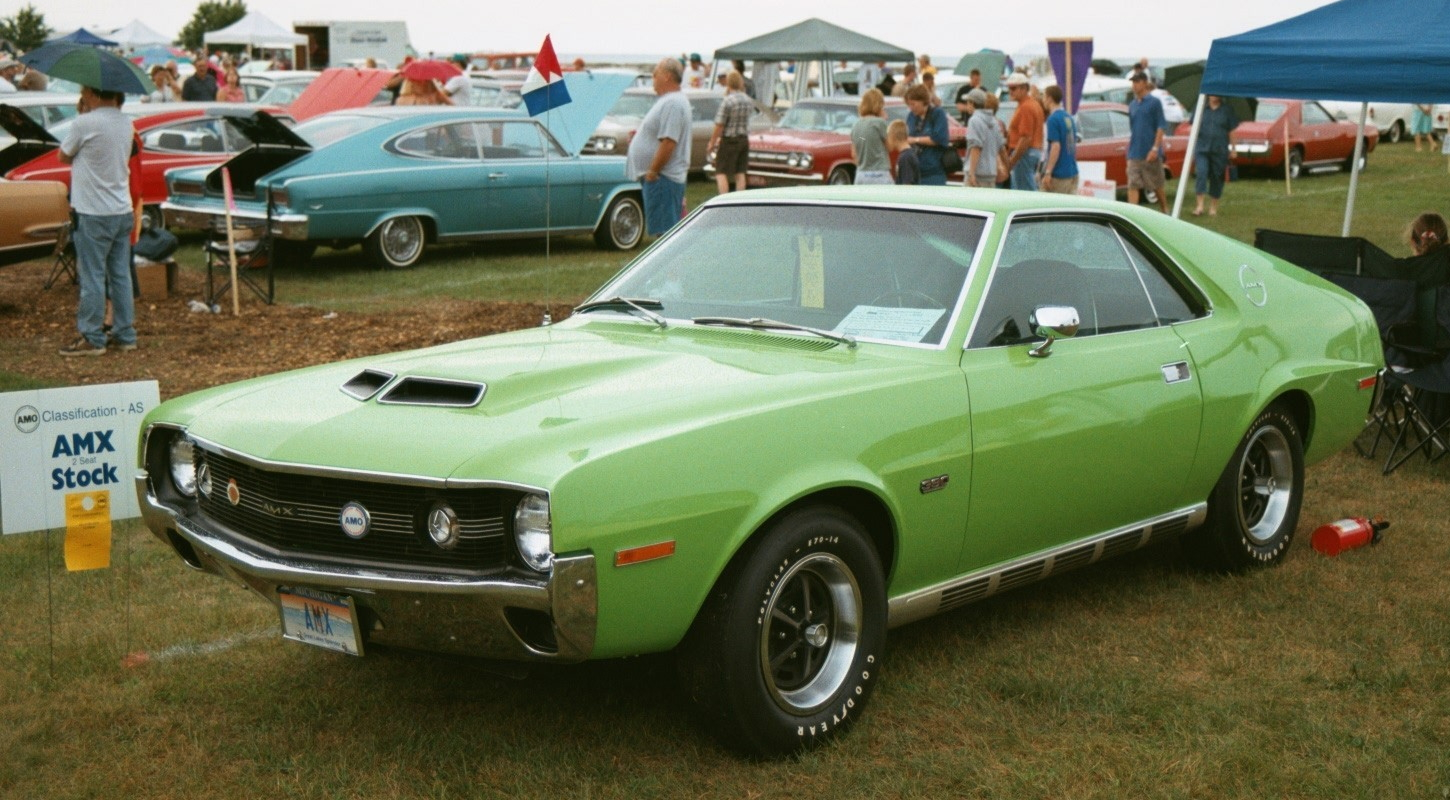
AMC AMX de 1970

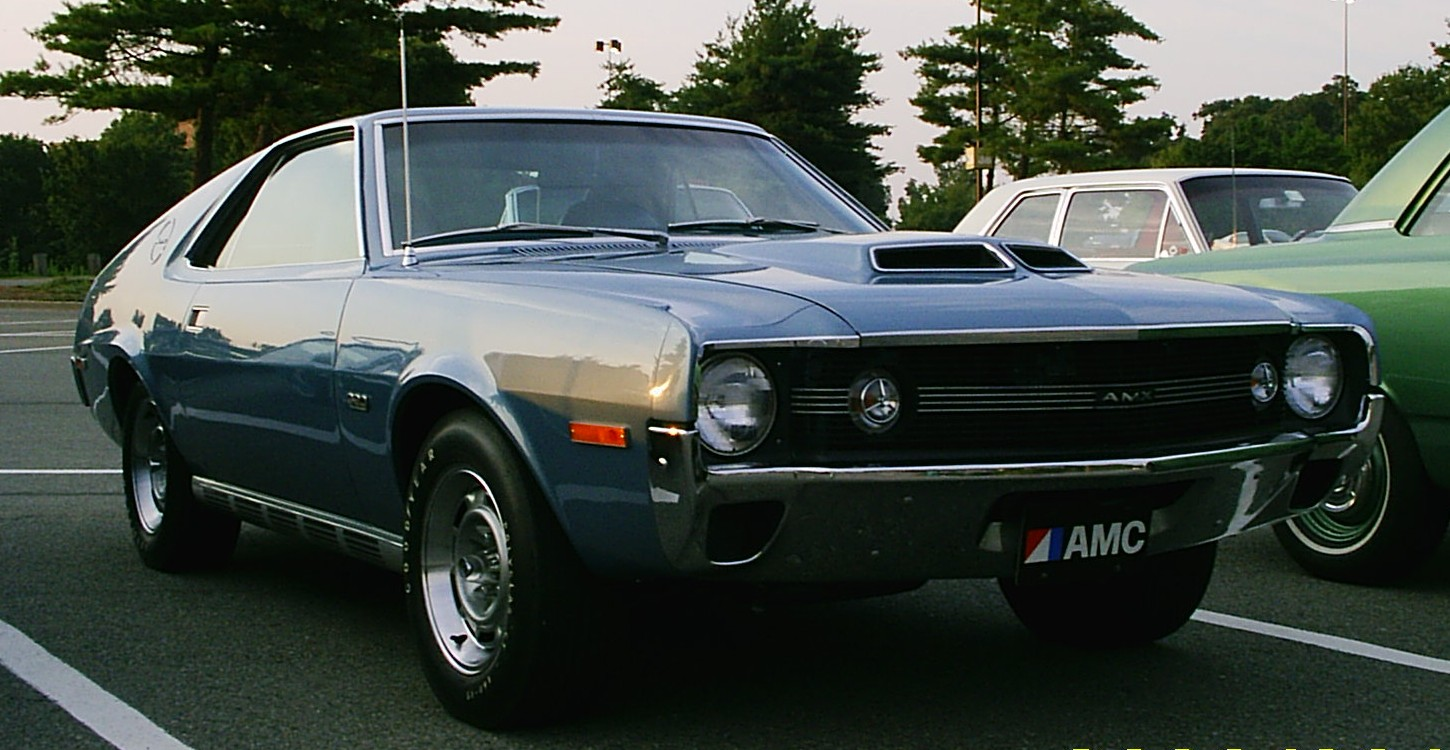
AMC AMX de 1970 con motor V8 390 equipado con "Ram Air"

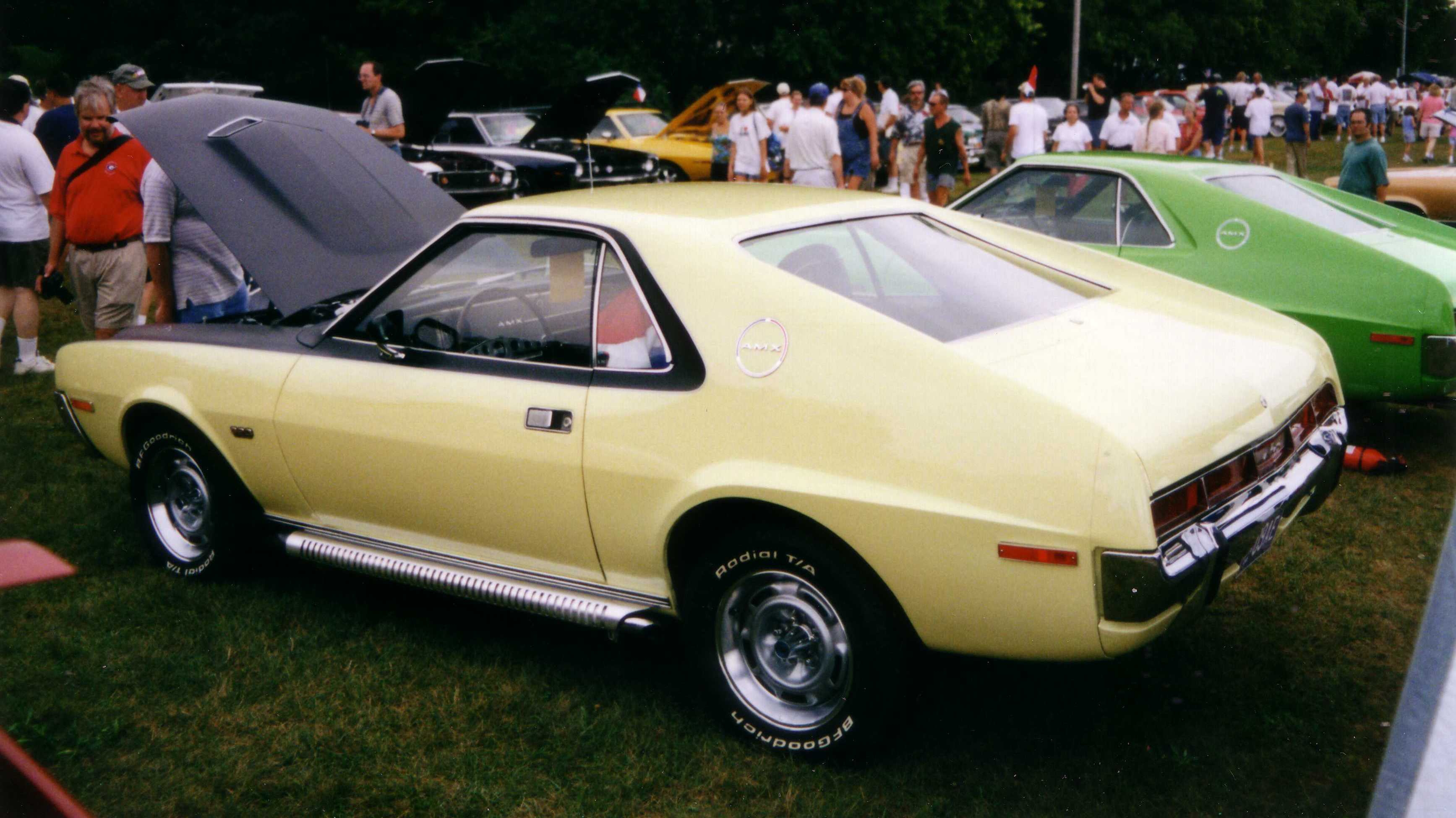
AMC AMX de 1970 con máscara oscura alrededor de las ventanillas laterales

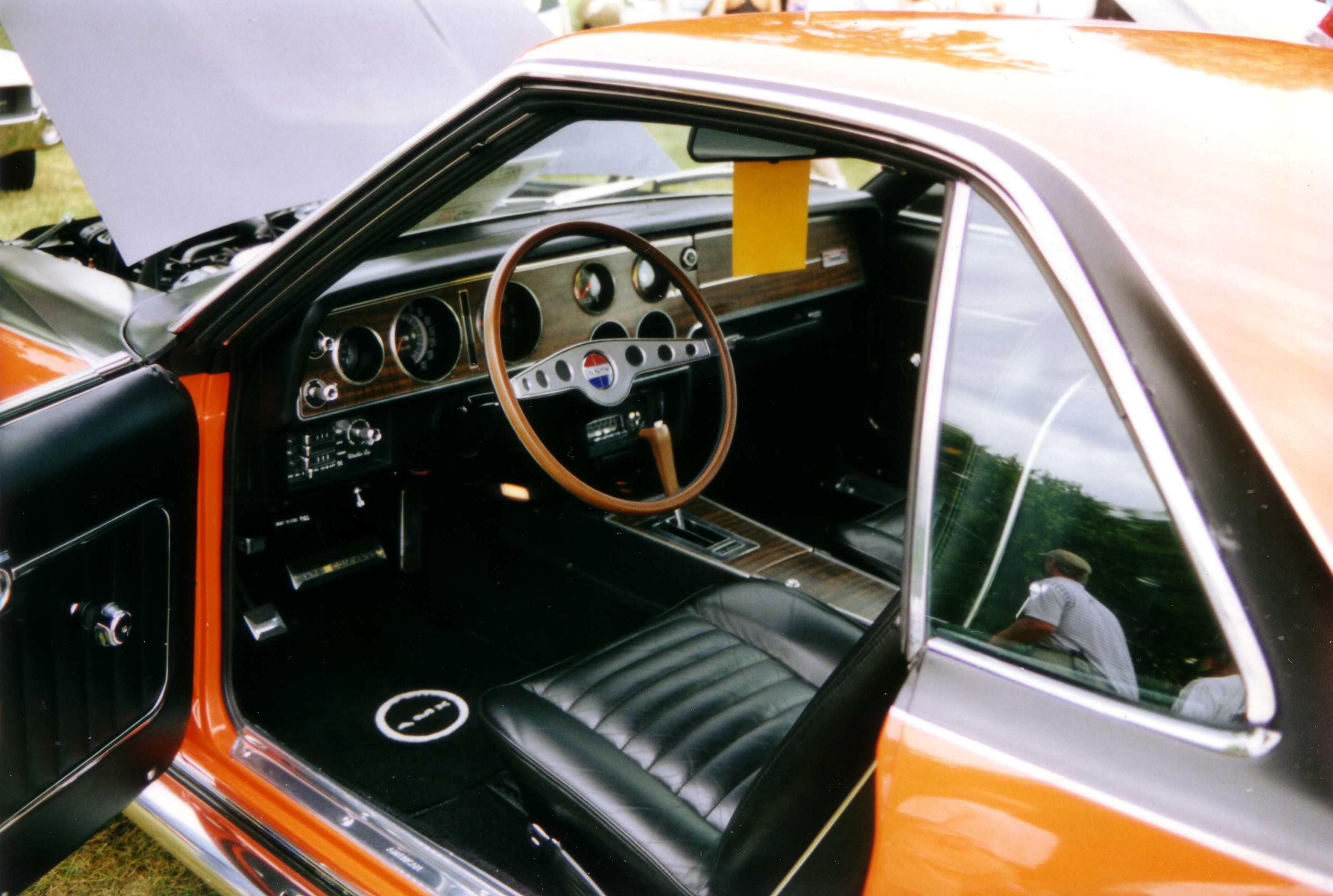
Interior del AMX de 1970

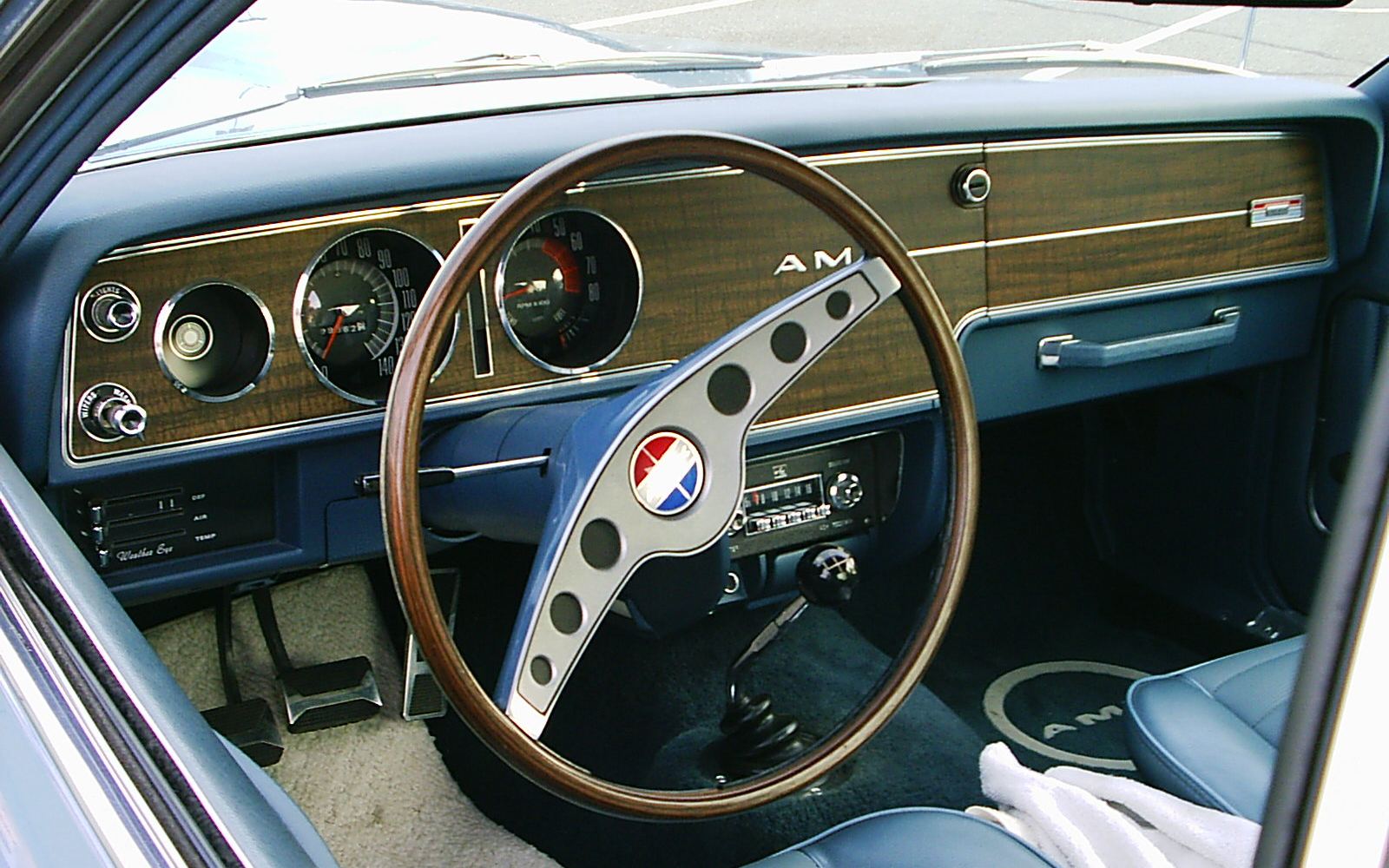
AMX de 1970 con volante de seguridad con el aro de madera de imitación

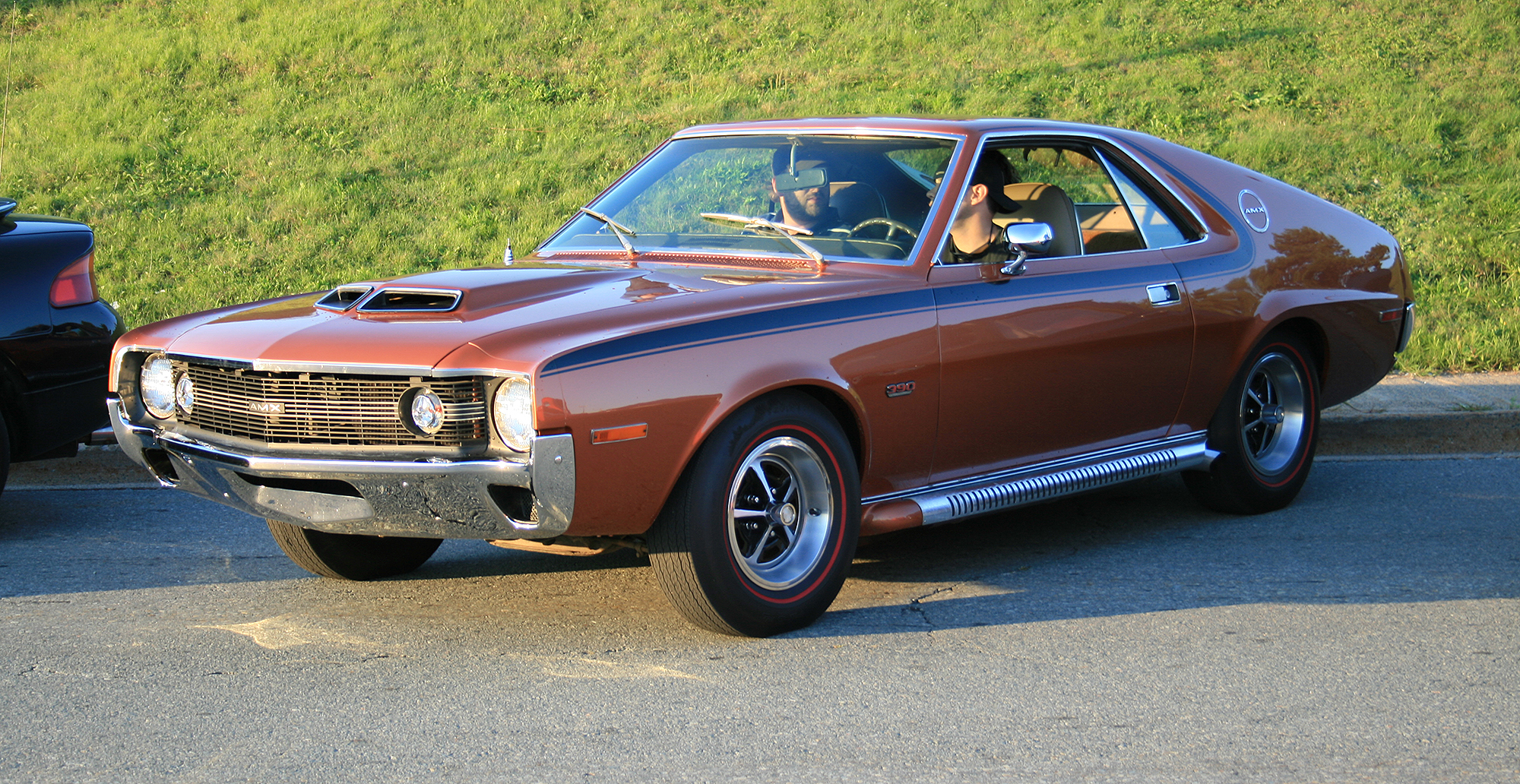
AMC AMX de 1970 con tubos de escape laterales "sidewinder" de fábrica

La publicidad de American Motors del AMX de 1970 contenía la siguiente afirmación: "Hicimos que el AMX pareciera más resistente este año porque es más resistente este año". Su apariencia seguía recordando a los rediseños de los dos primeros años del modelo, pero los cambios fueron lo suficientemente diferentes como para considerarse un diseño separado. Se presentó un nuevo diseño frontal con un capó más largo que tenía un "blíster de potencia" con dos aberturas grandes. Estos eran una toma de aire frío por aspiración forzada, incorporada al popular "Go Pac" disponible con los motores de 360 y 390 pulgadas cúbicas. La nueva parrilla de ancho completo estaba enrasada con la carrocería e incorporaba luces adicionales. La parte trasera revisada también presentaba un panel de luces de ancho completo y una sola luz de respaldo de freno montada en el centro. Las luces de posición laterales pasaron a ser compartidas con varios otros modelos de AMC. Empleando la misma distancia entre ejes de 97 pulgadas (2464 mm) que antes, los cambios aumentaron la longitud total de la carrocería del AMX en aproximadamente 2 plg (50,8 mm), pasando a tener una longitud total de 179 plg (4547 mm).
American Motors también cambió la línea de motores del AMX para 1970, con la introducción de un nuevo motor V8 de 360 plg³ (5,9 L) y carburador de cuatro cuerpos (290 HP (216,3 kW), código P) para reemplazar al V8 de 343 plg³ (5,6 L). Se eliminó el motor más pequeño de 290 pulgadas cúbicas, de forma que la potencia del modelo base se incrementó en 65 caballos. Se mantuvo el motor AMC V8 de 390 plg³ (6,4 L), pero se actualizó con nuevas culatas con cámaras de combustión ampliadas en 51 cm³ (0,1 L), lo que supuso aumentar la potencia a 325 HP (330 CV; 242 kW) a 4800 rpm y el par motor a 430 lb·pie (583 N·m) a 3200 rpm. El "Go Pac" estaba disponible con el motor de 360 plg³ (5,9 L) (incluidos los frenos de disco delanteros eléctricos, neumáticos F70x14 con letras blancas en relieve, manejo mejorado, sistema de refrigeración reforzado y el sistema de alimentación de aire forzada ram) por 298,85 dólares, o por 383,90 dólares con el motor de 390 plg³ (6,4 L).
También nuevo, la suspensión de doble horquilla frontal tenía rótulas esféricas, tirantes superior e inferior, muelles helicoidales y amortiguadores dispuestos sobre los brazos de control superiores; así como tirantes en los brazos de control inferiores. Las ruedas de carretera "Magnum 500" ahora eran estándar, pero las nuevas ruedas estilo "Machine" de 15x7 pulgadas se convirtieron en una opción disponible a mediados de año.
Los interiores del AMX también fueron rediseñados. Los elementos de madera de imitación del cuadro del panel de instrumentos, de la consola central y del aro del volante de dos radios eran nuevos. Los asientos envolventes altos ahora presentaban un diseño integrado con los reposacabezas. La tapicería de cuero costaba 34 dólares extra. El espejo retrovisor exterior presentaba un nuevo diseño y, en algunos casos, hacía juego con el color de la carrocería del automóvil. Las tres pinturas exteriores "Big Bad" continuaron siendo opcionales en los AMX de 1970, pero ahora venían con los parachoques cromados normales. Un nuevo acabado exterior de "máscara de sombra" aplicado sobre cualquier color AMX disponible era una opción por 52 dólares, que incluía un capó pintado de negro satinado, el compartimiento del motor, la parte superior de los guardabarros delanteros y los marcos de las ventanas laterales rematados por unas finas franjas plateadas. La banda lateral con forma de C opcional costaba 32 dólares.
El precio sugerido por el fabricante para el modelo base era de 3.395 dólares (26 636 $ en 2023), ya que AMC promocionó el AMX de 1970 como "Un automóvil deportivo por el precio de un automóvil deportivo".
La revista Motor Trend resumió una prueba en carretera de un AMX de 1970 con el motor de 390 pulgadas cúbicas como "uno de los coches mejor construidos". Descrito como "la mejor versión hasta ahora de esta combinación de muscle car y deportivo", el modelo de 1970 también fue el último "verdadero AMX".

## Cifras de rendimiento
Prueba en carretera de un AMX 390 realizada pot Car and Driver (1968):
- 0 a 60 mph (96,6 km/h) = 6,6 segundos
- 0–100 mph = 16,3 segundos
- Aceleración en 1/4 de milla (402 m) = 14,8 segundos con un máximo de 95 mph (153 km/h)
- Velocidad máxima = 122 mph (196,3 km/h)

Prueba en carretera de un AMX 390 realizada por Motor Trend (diciembre de 1969):
- 0 a 60 mph (96,6 km/h) = 6,56 segundos
- Aceleración en 1/4 de milla (402 m) = 14,68 segundos con un máximo de 92 mph (148 km/h)

Por su parte, Car and Track reportó los siguientes datos con un AMX de 390 plg³ (6,4 L) con un carburador estándar de 4 cuerpos y una relación de compresión de 10,2:1:
- 0 a 60 mph (96,6 km/h) = 6,5 segundos
- Aceleración en 1/4 de milla (402 m) = 14,1 segundos

### Competición

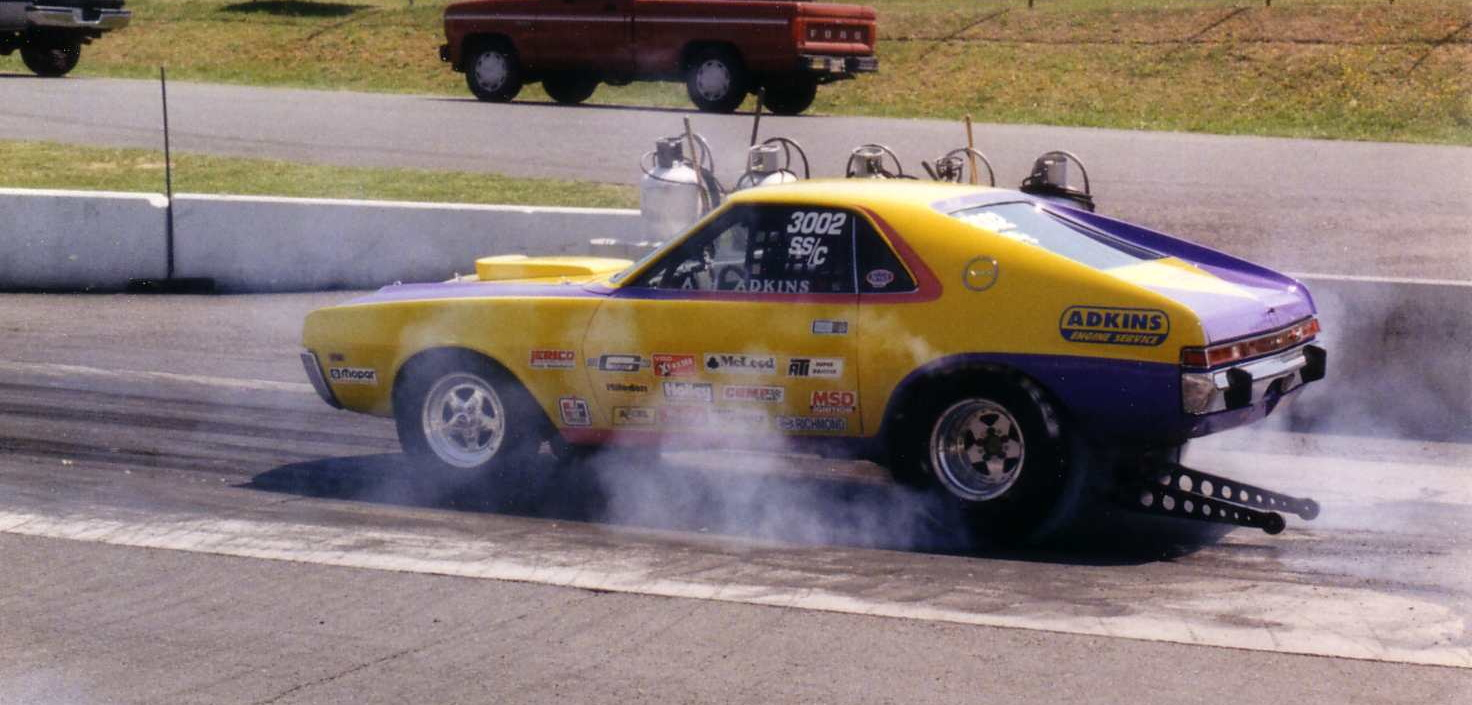
AMX para pruebas de aceleración

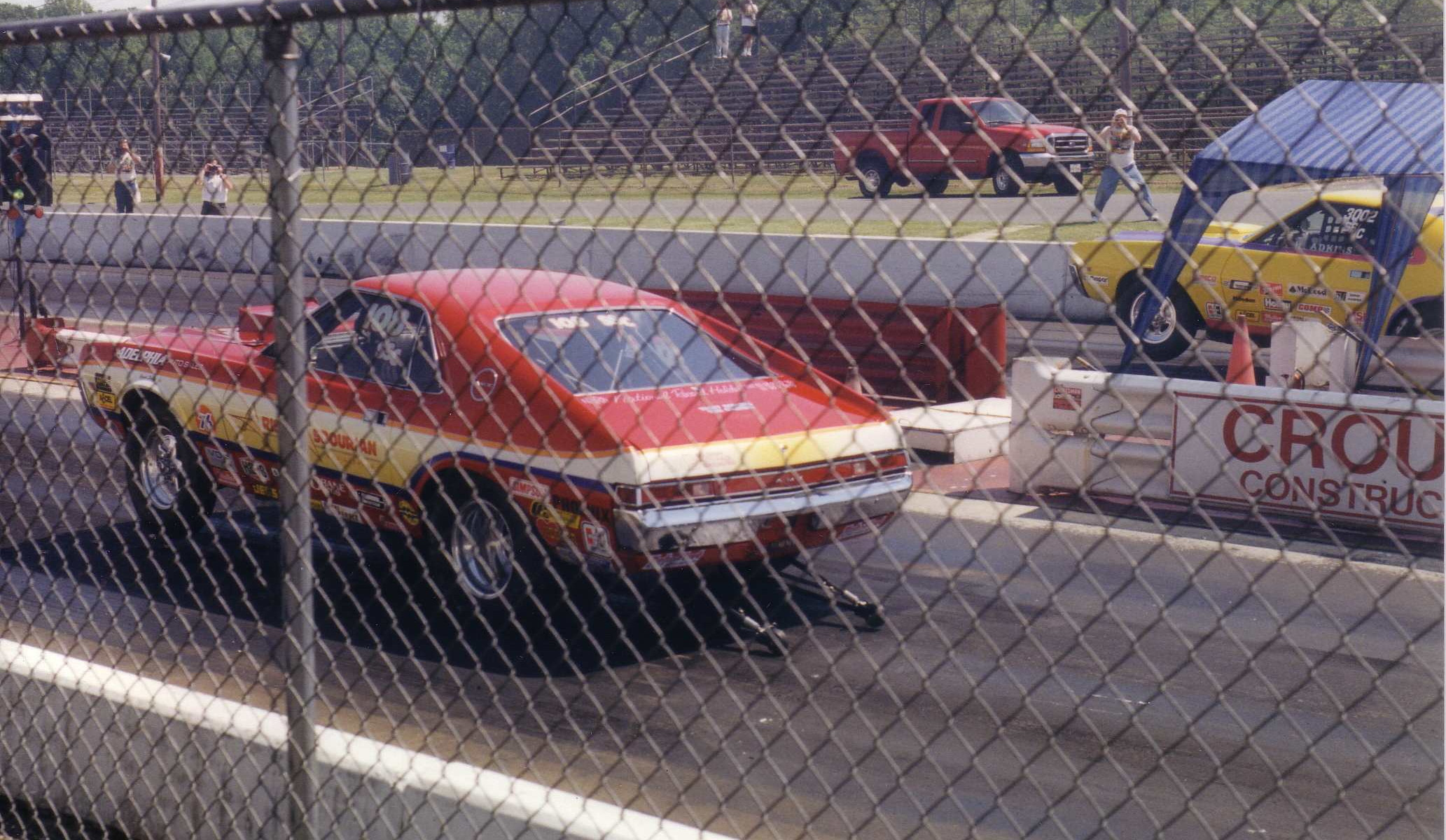
Dos AMX dragster compitiendo entre sí

Como biplaza de fabricación estadounidense, el AMC AMX era un automóvil de alto rendimiento con pocos rivales de su mismo país que lo igualasen. Compitieron con el apoyo de la fábrica o el de escuderías independientes en una gran variedad de series de carreras de carretera y de pista, además de ser clasificados como gran turismo.
Los coches tuvieron una presencia continuada en las carreras de aceleración por todo el país. Entre sus pilotos más destacados figuraban Shirley Shahan, más conocida como la "Dama Drag-On", y Lou Downy. El campeón de la National Hot Rod Association (NHRA), Wally Booth, compitió con AMX en las clases Super Stock y Pro Stock. Herman Lewis, a menudo descrito "como 'el padrino de AMC Racing'... ganó 200 pruebas con su AMX «infernal» rojo, blanco y azul".
Los AMX de 1968 y 1969 con motores AMC de 390 plg³ (6,4 L) han competido posteriormente en carreras de resistencia de la clase Nostalgia Super Stock. Algunos propietarios también han modificado sus AMX para competir posteriormente en las más modernas carreras de turismos.
El Sports Car Club of America (SCCA) clasificó al AMX en la clase de Producción B para competiciones de aficionados (en la misma categoría que el Shelby GT350), donde obtuvo el segundo lugar en el campeonato nacional de 1969. Dwight Knupp condujo su AMX solo 1 minuto y 14 segundos por detrás del promedio ganador de 102,385 mph (165 km/h) de un Corvette el 30 de noviembre de 1969, en el circuito de Daytona, con 16 coches en la clase de Producción B, y se ubicó sexto en la general del total de 28 vehículos de las clases A y B que compitieron en la carrera. El AMX de dos asientos nunca fue homologable para las serie de carreras Trans-Am de la SCCA.
Se inscribió un AMX de 1969 en la prueba Cannonball Baker Sea-To-Shining-Sea Memorial Trophy Dash de 1971 y 1972, una carrera automovilística "de costa a costa" no oficial, que partía desde la ciudad de Nueva York y del pueblo de Darien (Connecticut), en la costa atlántica (este) de EE. UU., y terminaba en Redondo Beach, un suburbio de Los Ángeles en la costa del Pacífico (oeste). Un equipo formado por dos hermanos entusiastas, Tom y Ed Bruerton, terminaron la competición de 1971 en quinto lugar. Recorrieron 2897 millas (4662 km) en 37 horas y 48 minutos, a un promedio de 77,3 mph (124 km/h), sin multas por exceso de velocidad. Su AMX ya tenía 90 000 millas (144 841 km) en el cuentakilómetros, y los hermanos lo habían utilizado previamente en numerosos recorridos de resistencia, incluido "un paseo entre rocas en la península de Baja California". Volvieron a entrar en "su AMX curtido por las batallas una vez más" en la carrera de 1972. Los hermanos terminaron en octavo lugar, haciendo la carrera extraoficial de costa a costa en 39 horas y 42 minutos, con un promedio de 72,3 mph (116 km/h).

## Producción

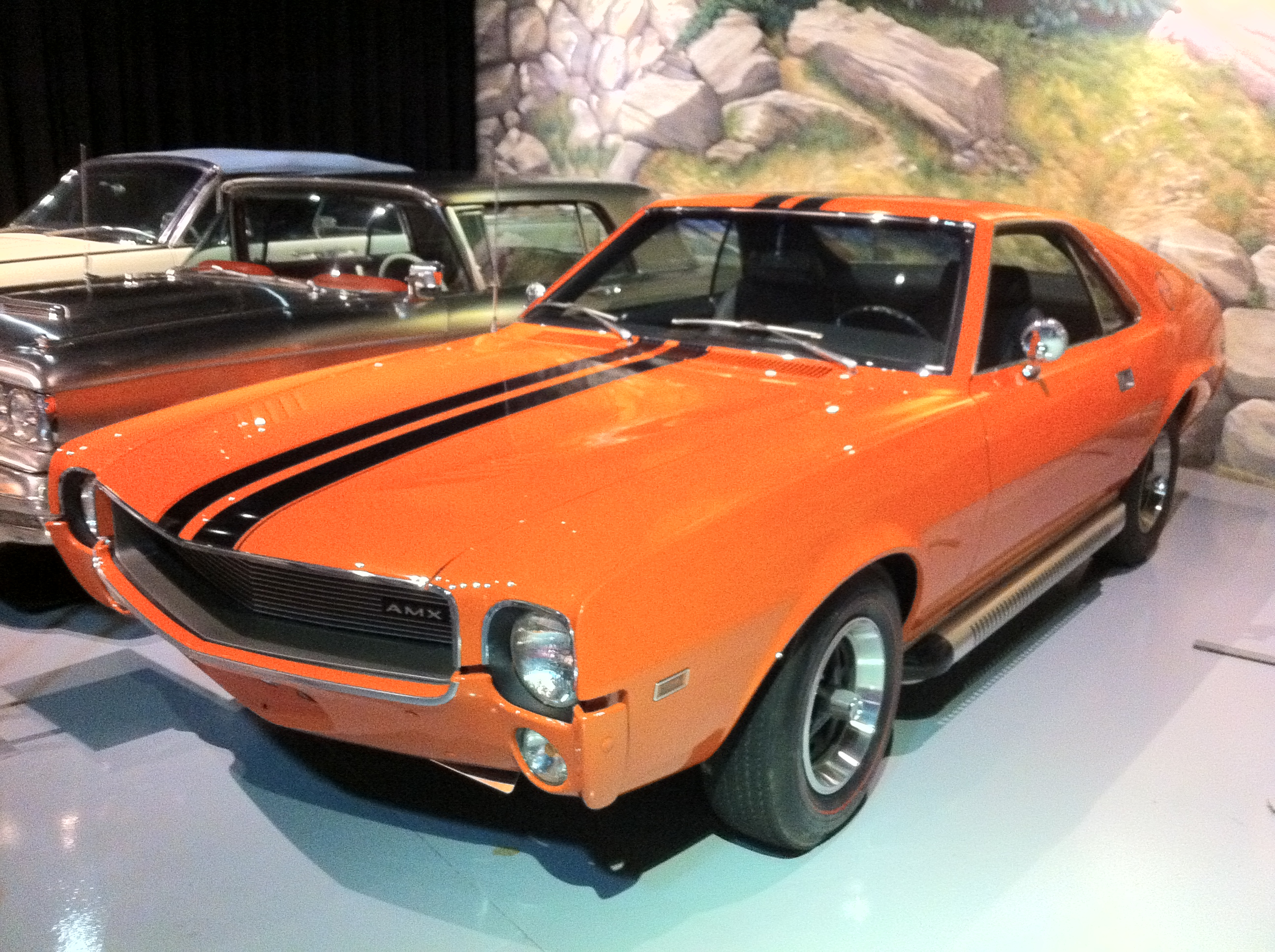
AMX de 1969 con motor 390 y Go-Pac con pintura "Big Bad Orange" (Museo de la AACA)

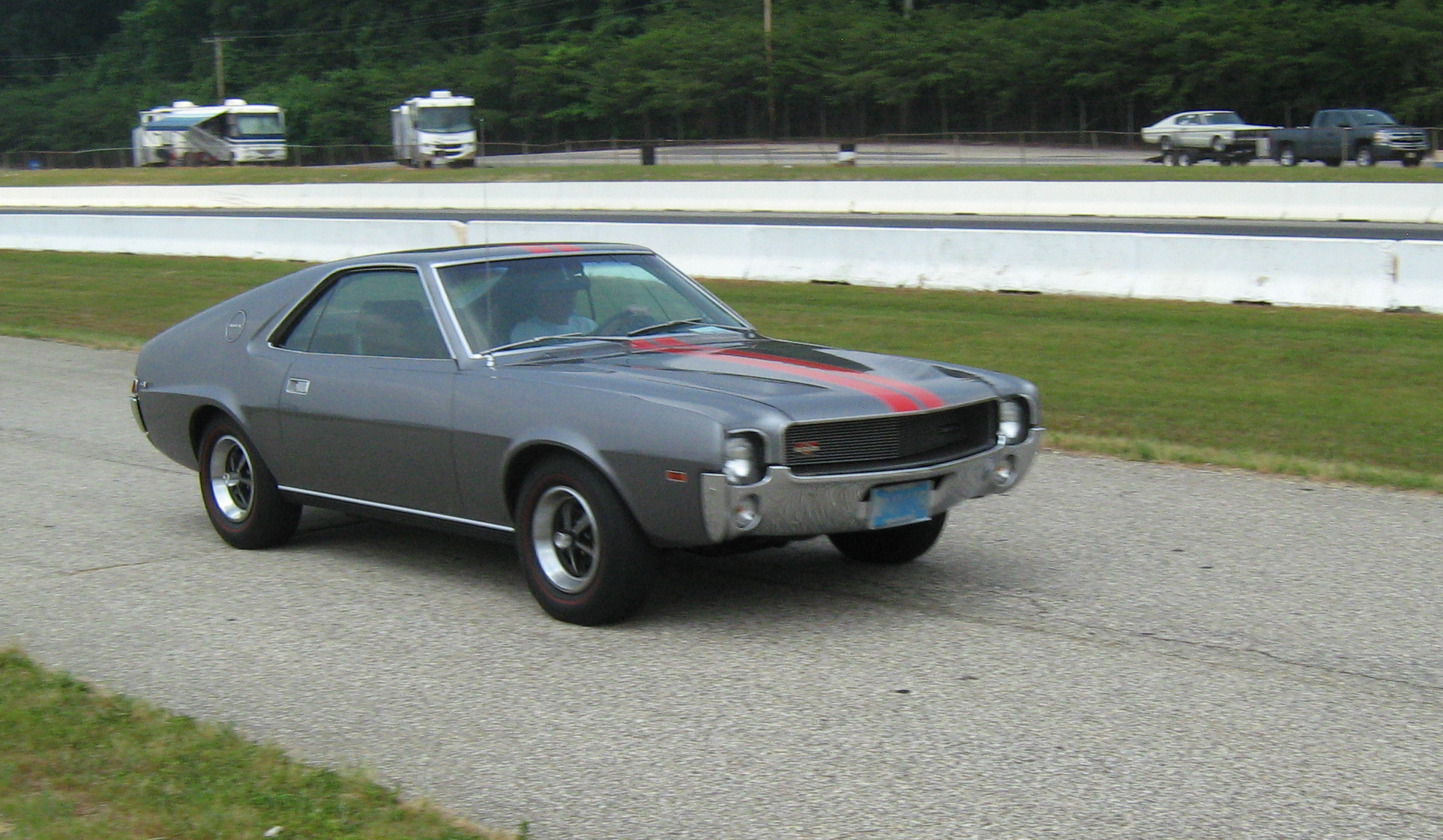
AMC AMX de 1969 tras una carrera de aceleración

El AMX de dos asientos se fabricó para las gamas de modelos de tres años después de su debut a mitad de temporada, el 15 de febrero de 1968. Los primeros AMX del modelo de 1968 estaban programados para aparecer en las salas de exposición de los concesionarios el 19 de marzo de 1968.
A continuación figuran las cifras totales de producción según el año de los modelos dle AMC AMX en los EE. UU., por motor y transmisión:
|                                      | 1968  | 1969  | 1970  | Total  |
| 290 manual                           | 525   | 619   | n.a.  | 1.144  |
| 290 automático                       | 484   | 299   | n.a.  | 783    |
| 343 manual                           | 415   | 843   | n.a.  | 1.258  |
| 343 automático                       | 902   | 729   | n.a.  | 1.631  |
| 360 manual                           | n.a.  | n.a.  | 836   | 836    |
| 360 automático                       | n.a.  | n.a.  | 747   | 747    |
| 390 manual                           | 2.112 | 3.690 | 1.632 | 7.364  |
| 390 automático                       | 2.287 | 2.183 | 901   | 5.371  |
| Modelos por año y totales acumulados | 6.725 | 8.293 | 4.116 | 19.134 |

En 1969, American Motors mostró en público la siguiente generación de prototipos AMX/2 en su circuito de exposiciones automovilísticas. Cuando cesó la producción del AMX biplaza en 1970, la compañía estaba desarrollando una alternativa sofisticada de ingeniería europea para su presentación en 1971, el AMX/3. Sin embargo, las condiciones económicas generales cambiaron con una inflación en espiral que impulsó las ventas de automóviles más pequeños junto con la decisión de las compañías de seguros de penalizar a los automóviles de gran potencia, lo que resultó en una disminución del segmento de mercado de automóviles deportivos, y el AMX se convirtió en un modelo de alto rendimiento del Javelin de 4 plazas a partir de 1971.

### Ensamblaje en Australia

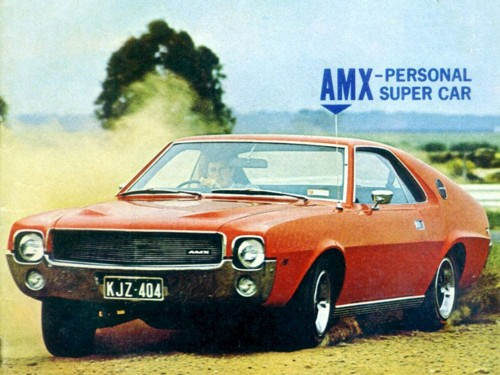
Rambler AMX de 1969 ensamblado por AMI en Australia

Un total de 24 AMX del modelo de 1969 con el volante a la derecha fueron ensamblados a mano bajo licencia en Australia por la empresa Australian Motor Industries (AMI) entre agosto de 1969 y julio de 1970. Usaron el nombre Rambler AMX, ya que AMI estaba produciendo la gama de automóviles Rambler desde octubre de 1960. Se enviaron kits (CKD) desde Kenosha (Wisconsin) a las instalaciones de AMI en Port Melbourne (Victoria).

Las diferencias de los AMX australianos con el volante a la derecha con respecto a los modelos estadounidenses incluyeron diferentes espejos retrovisores exteriores y molduras de vinilo negro dentro del logotipo circular "AMX" en los pilares C, los limpiaparabrisas no se invirtieron (permaneciendo con el patrón americano), pero el servofreno y la calefacción se intercambiaron. Aunque la bomba de la dirección asistida permaneció en su ubicación habitual a la izquierda, el resto de los componentes de la dirección estaban en el lado derecho del automóvil. Los coches venían con el motor V8 de 343 plg³ (5,6 L) y transmisión automática, dirección asistida, frenos de disco eléctricos, eje trasero de "doble agarre" y otros elementos que eran opcionales en los modelos estadounidenses. Todos los interiores del AMX australiano se terminaron en negro y presentaban asientos, paneles de puertas de fibra de vidrio únicos, con un grupo de instrumentos con vetas de madera frente al conductor. Los AMX australianos llegaron con un gran nivel de equipamiento y fueron promocionados como "super deportivos personales".

## Prototipos y coches de exhibición

### 1966 AMX

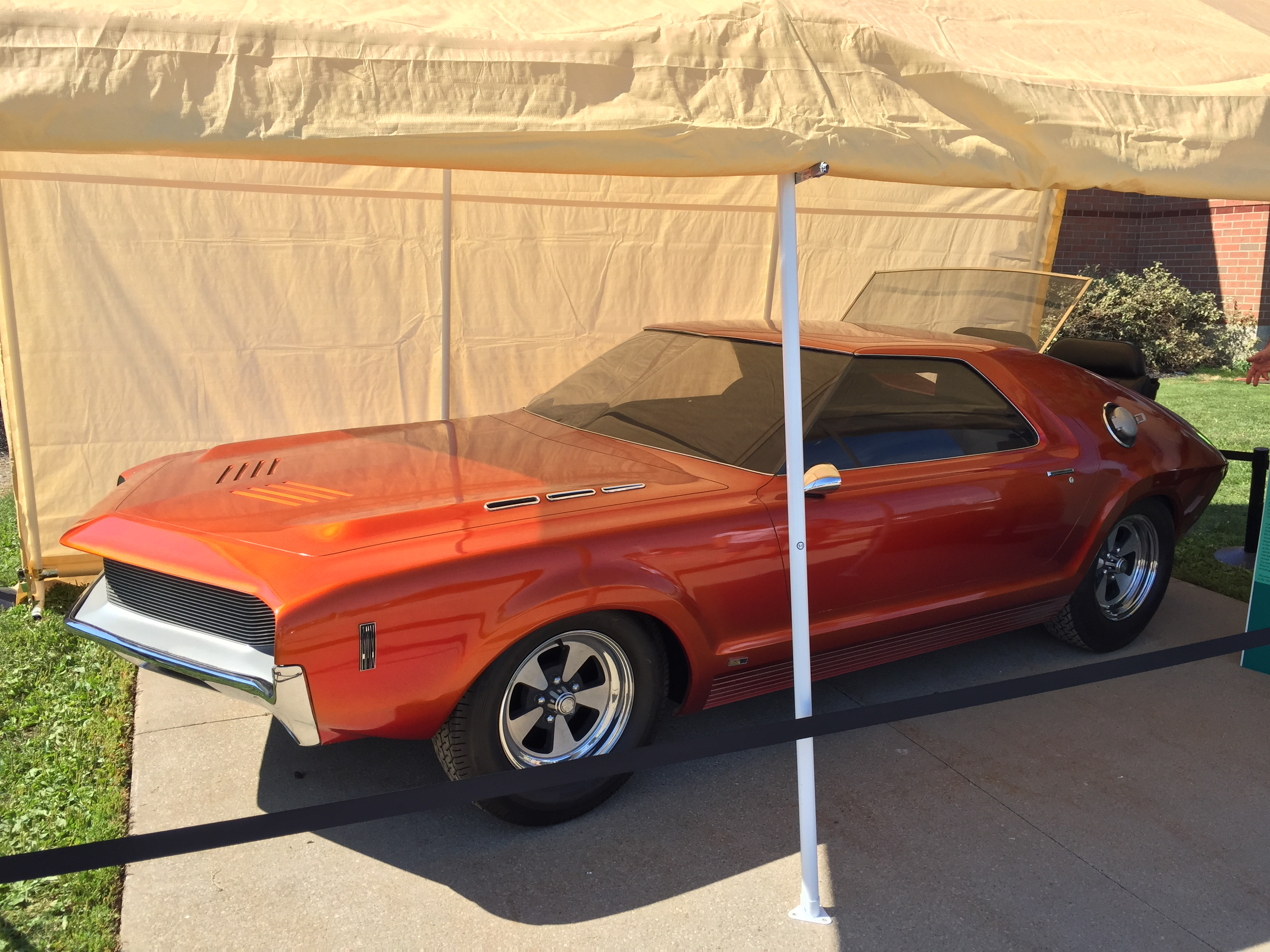
Prototipo del AMX de 1966

AMC presentó un prototipo (equipado con un transportín, un asiento trasero adicional plegable y externo) en la convención de la Sociedad de Ingenieros de Automoción de 1966 en Detroit, siendo el primer automóvil que llevó el nombre de "AMX" (American Motors Experimental). El diseño del automóvil deportivo presentaba el mencionado asiento para dos pasajeros adicionales que se describió como un "Ramble Seat" (un juego de palabras con el nombre correcto, rumble seat) en homenaje a los modelos de la marca Rambler producidos hasta entonces por AMC. Este asiento trasero se replegaba en el espacio del maletero, y la ventana trasera se abría hacia abajo, pero sus diseños no eran totalmente resistentes a la intemperie. Por su parte, el techo carecía de pilares "A", lo que proporcionaba una mayor visibilidad. Se trataba de una maqueta de fibra de vidrio a escala real que se podía remolcar, pero que no tenía revestido su interior, y que tampoco tenía instalados el motor, ni la transmisión ni la suspensión. Su imagen fue ampliamente difundida en diversos medios de comunicación y apareció en varias portadas de revistas de coches. Se pintó en color naranja o azul metálico para mostrarse en el circuito de exhibiciones automovilísticas. Recibió comentarios muy positivos que convencieron a la gerencia de poner el automóvil en producción.
Esta maqueta de exhibición de 1966 dio lugar a varios otros prototipos no funcionales del AMX, que sirvieron para calibrar la reacción de los potenciales compradores respecto a distintas propuestas de imagen del vehículo.

### AMX I
En 1966 se fabricó un prototipo denominado AMX I con carrocería de plástico reforzado con fibra de vidrio para formar parte de la exhibición "Proyecto IV" de AMC. Construido por Smith Inland de Ionia, Míchigan, uno de los dos prototipos con carrocería de fibra de vidrio fue supuestamente destruido en una prueba de choque, que convenció a los ingenieros y diseñadores de AMC de usar una carrocería de acero tradicional. El prototipo de fibra de vidrio restante, producido en la fábrica, presentaba los faros redondos.
El presidente de American Motors, Roy Abernethy, autorizó al carrocero de Turin Vignale a construir un automóvil plenamente funcional en acero. Era un coche de exhibición construido a mano con un chasis Rambler American de 1966 modificado con una distancia entre ejes de 98 plg (2489 mm) y propulsado por el motor V8 de 290 plg³ (4,8 L). Entregado en 78 días y conocido como "AMX Vignale", se exhibió por primera vez en el Salón del Automóvil de Nueva York de 1966. Este prototipo presentaba un parabrisas en "V dividido", un techo tipo voladizo que incorpora una barra antivuelco oculta incorporada, faros delanteros rectangulares de tipo europeo y un interior personalizado con asientos envolventes completos que flanquean una consola tipo avión. El asiento trasero adicional completamente funcional se accionaba mediante un pulsador desde el interior del coche.

### AMX II
Vince Gardner, un consultor externo, diseñó para la exhibición del "Proyecto IV" el AMX II con carrocería de fibra de vidrio plastificada, un dos puertas menos radical. Este cupé de capota rígida y tres volúmenes (sin pilar B) con cuatro asientos tenía poco en común con el AMX I. Presentaba una distancia entre ejes más larga y una longitud total de 187 plg (4750 mm). Las escobillas del limpiaparabrisas estaban ocultas por un panel que se elevaba cuando se activaban y la parrilla que estaba rodeada por un enorme parachoques tenía barras múltiples horizontales y faros ocultos. Las innovaciones de seguridad incluían puertas que se bloqueaban automáticamente cuando se encendía el motor, reflectores a los lados de los guardabarros traseros, y luces traseras que señalaban las intenciones del conductor (verde cuando el automóvil estaba en movimiento, ámbar cuando el conductor quitaba el pie del acelerador, y rojo al frenar).

### AMX GT

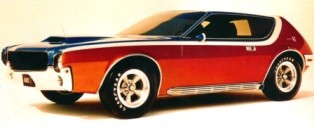
Prototipo AMC AMX-GT

Desarrollado para el circuito de exhibición de coches de 1968, el AMX GT era un prototipo basado en un Javelin recortado, cuya parte trasera se había diseñado con una configuración Kammback. El AMX GT adelantó algunos aspectos de diseño de posteriores modelos de producción y opciones de rendimiento.

### AMX-400
A finales de la década de 1960, George Barris fabricó kits de personalización adicionales para el AMX que se comercializaron a través de los distribuidores de AMC. El cambio de las preferencias de los clientes significaba que la personalización tradicional del automóvil estaba siendo reemplazada por una creciente oferta de accesorios de otros fabricantes. Barris se unió a esta tendencia al ofrecer distintos tipos de deflectores, elementos adicionales a la carrocería y opciones de ruedas. Entonces, los directivos de American Motors solicitaron a Barris que diseñara para ellos mejoras destinadas a los Javelin y al AMX. Disponible a través de los concesionarios de AMC como kit completo o como artículos separados, el paquete total incluía un capó de alto rendimiento, un alerón trasero, una parrilla, espejos laterales de carreras y ruedas especiales.
Barris también realizó un tratamiento personalizado radical en un AMX de 1969. El automóvil fue construido para el segundo episodio de la serie de televisión Banacek. Estas apariciones televisivas de coches preparados eran casi una costumbre en aquella época, y trabajando con Joe Bailon, se rebajó considerablemente la altura del coche y se modificó mucho su carrocería. Su techo fue recortado casi 5 plg (127 mm) y el vehículo se alargó 18 plg (457 mm). Con una carrocería rematada en su parte trasera con una espectacular rejilla de lamas horizontales en forma de persiana, se conoció como el AMX-400. Como el AMX II, el automóvil presentaba un sistema de luces traseras que brillaban en verde durante la aceleración, en ámbar durante la desaceleración y en rojo durante el frenado.

### AMX/3

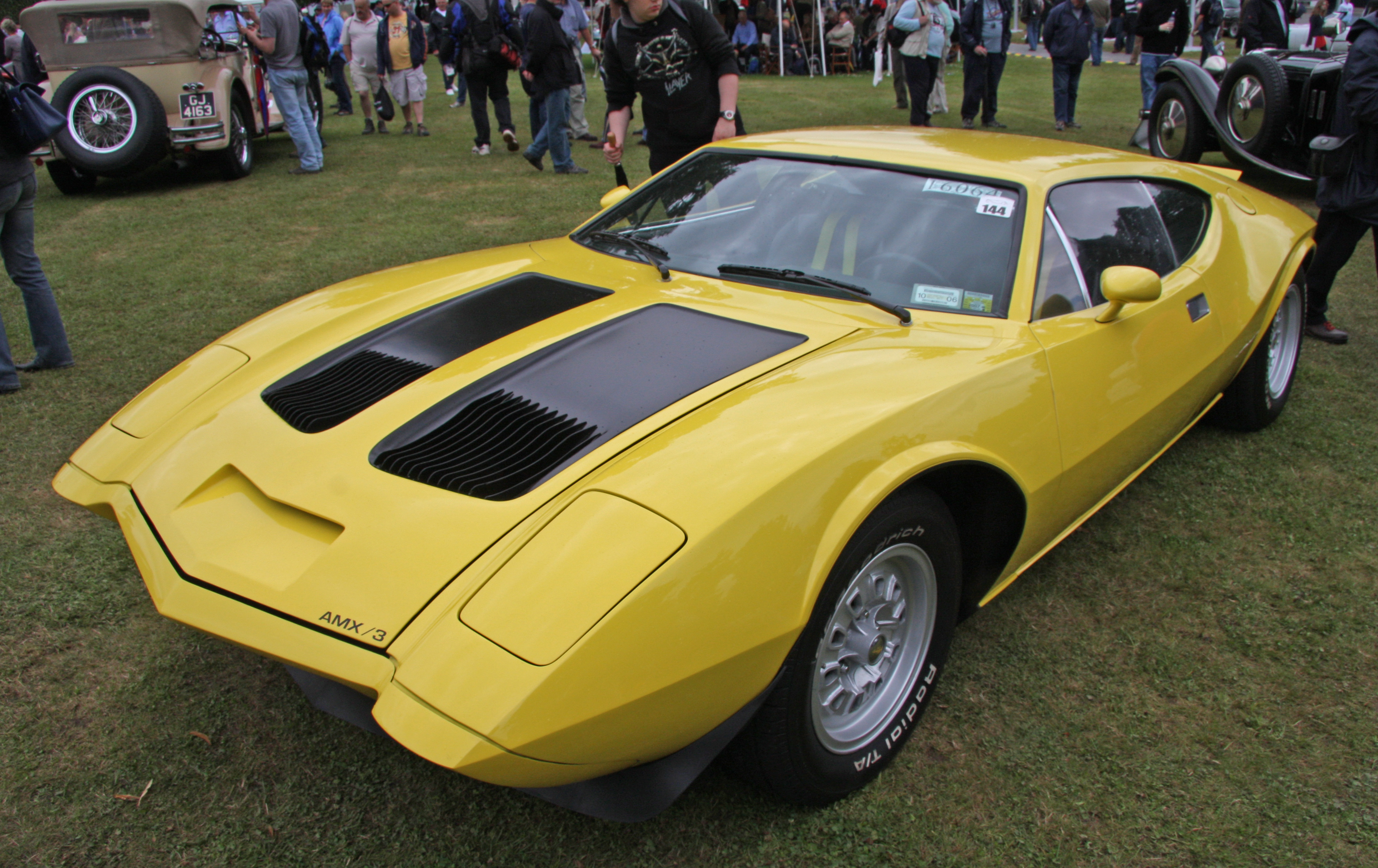
Prototipo AMC AMX/3

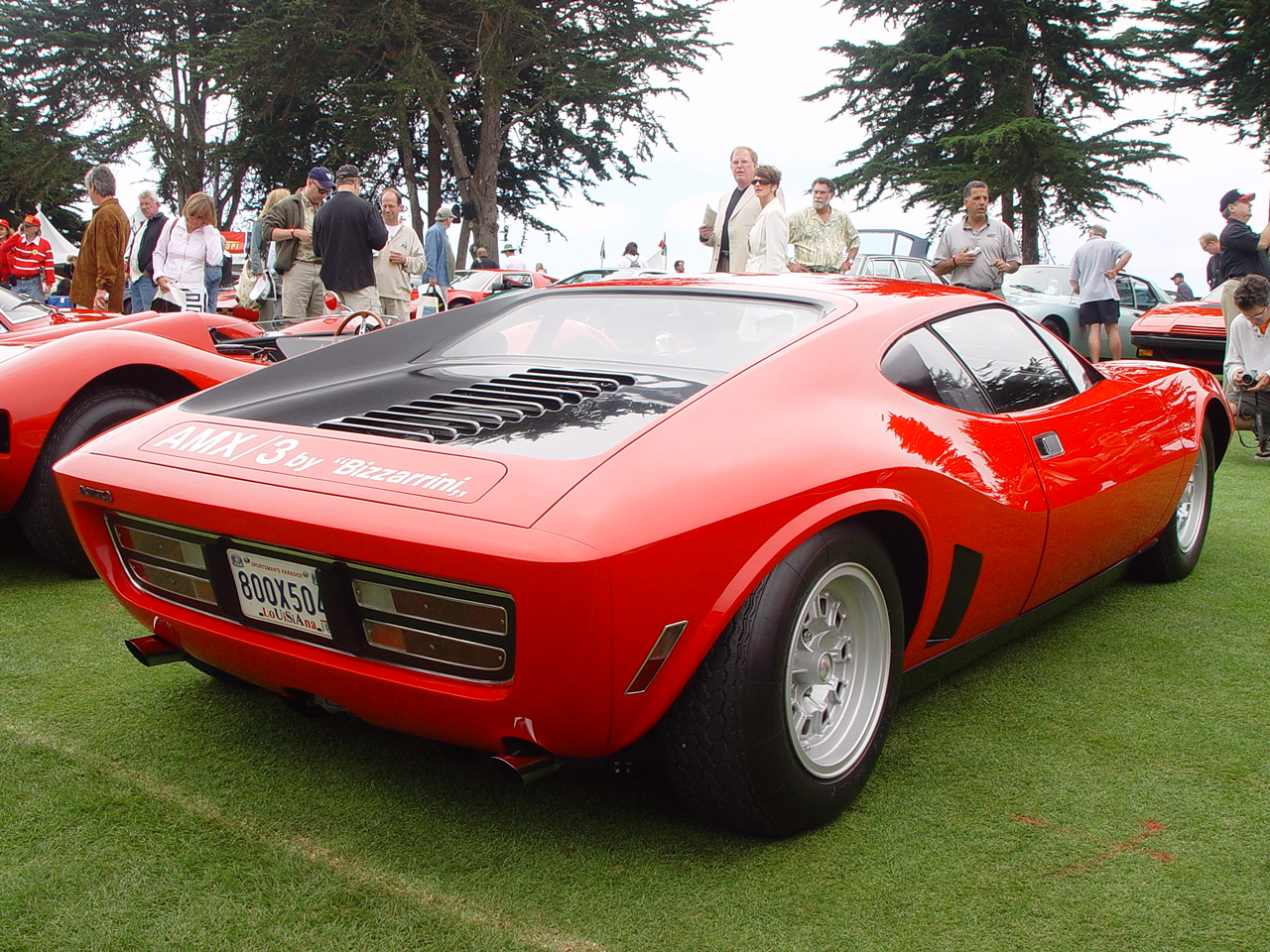
AMC AMX/3, con su motor dispuesto en el centro

El prototipo del AMX de tercera generación, el AMX/3, debutó en el Salón del Automóvil de Chicago de febrero de 1970. Sin motor y fabricado en fibra de vidrio, el prototipo AMX/3 original era solo una maqueta de exhibición. El prototipo de acero funcional presentado en Roma en marzo de 1970 fue construido por Giotto Bizzarrini, Salvatore Diomante y Giorgetto Giugiaro de Italdesign.
American Motors hizo un pedido de 30 coches completamente terminados. El molde de la carrocería del AMX/3 se envió al fabricante italiano de coches de gran turismo, Giotto Bizzarrini, cuyas instalaciones de Turin fabricaron a mano automóviles con carrocería de acero y motor central. Construidos sobre una distancia entre ejes de 105,3 plg (267 cm), los prototipos de Bizzarrini utilizaron el motor V8 AMC de 390 plg³ (6,4 L) y un transeje italiano OTO Melara de cuatro velocidades. El AMX/3 se considera una de las obras maestras de Bizzarrini.
Los automóviles italianos de acero se diferenciaban del diseño original de AMC en que tenían menos persianas traseras pero funcionales, capó también con persianas y, en algunos casos, tomas de aire en el capó para dirigir el aire fresco al sistema de calefacción y al aire acondicionado. BMW realizó más mejoras de ingeniería y pruebas en carretera, y declaró que el chasis del AMX/3 era uno de los más rígidos, con un 50 % más de rigidez en comparación con un modelo Mercedes-Benz de referencia. El diseño del chasis de acero semimonocasco del automóvil, con su carrocería de acero soldado permitió disponer de una estructura sólida, mientras que la velocidad máxima se fijó en 160 mph (257 km/h), con informes que indicaban que el AMX/3 podría ir más rápido si no fuera por la tendencia a levantarse de la parte delantera a velocidades elevadas, pero BMW descubrió que el coche tenía el manejo más equilibrado de todos los que habían probado. Los ingenieros de BMW también refinaron numerosos componentes del AMX/3 para convertirlo en "un competidor de clase mundial entre la élite de los súper deportivos con motor central de su tiempo". Uno de los coches se hizo conocido como "Monza", después de que alcanzó una velocidad máxima de 170 mph (274 km/h) durante las pruebas realizadas en el famoso circuito de Monza".
Se produjeron cinco coches completos antes de que se cancelara el programa de desarrollo por valor de dos millones de dólares. La proyección original de AMC requería la construcción de 5000 AMX/3 por año para que fuese rentable, pero el precio minorista estimado siguió aumentando. El AMX/3 era "hermoso y elegante, el tipo de automóvil que hubiera hecho que los corazones se aceleraran en su día" e iba a ser el "buque insignia" para atraer a los clientes a los concesionarios de AMC, "donde a menudo terminarían comprando otros modelos más prácticos". Sin embargo, la escalada de costos y las excepcionales reglamentaciones que se fueron promulgando a lo largo de su etapa de desarrollo pusieron fin al AMX/3 de motor central antes de que llegara a producirse en serie.

Algunas partes restantes del segundo grupo cancelado de cinco coches fueron utilizadas por el antiguo colaborador de Bizzarrini, Salvatore Diomante, para ensamblar el sexto automóvil, llamado y comercializado como Sciabola. Además, en la década de 1990 se construyó un espíder abierto de dos asientos sin protección contra la intemperie utilizando el chasis modificado de un AMX/3 sin terminar y el 7º AMX/3, que se exhibe en el Museo Autoworld de Bélgica. Ambos fueron terminados por Giorgio Giordanengo.

### 1971 Teague AMX

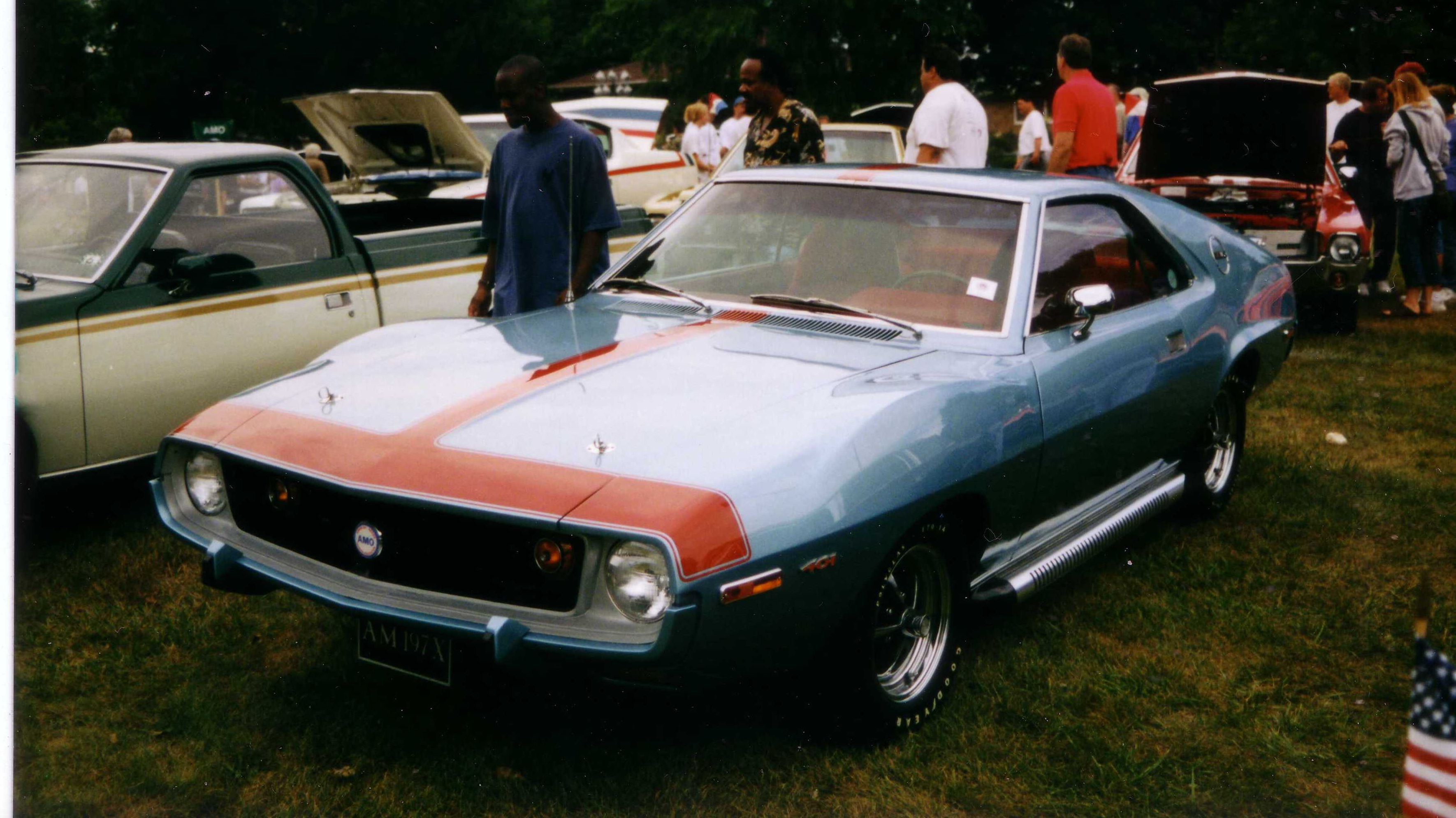
Prototipo del AMX de 1971

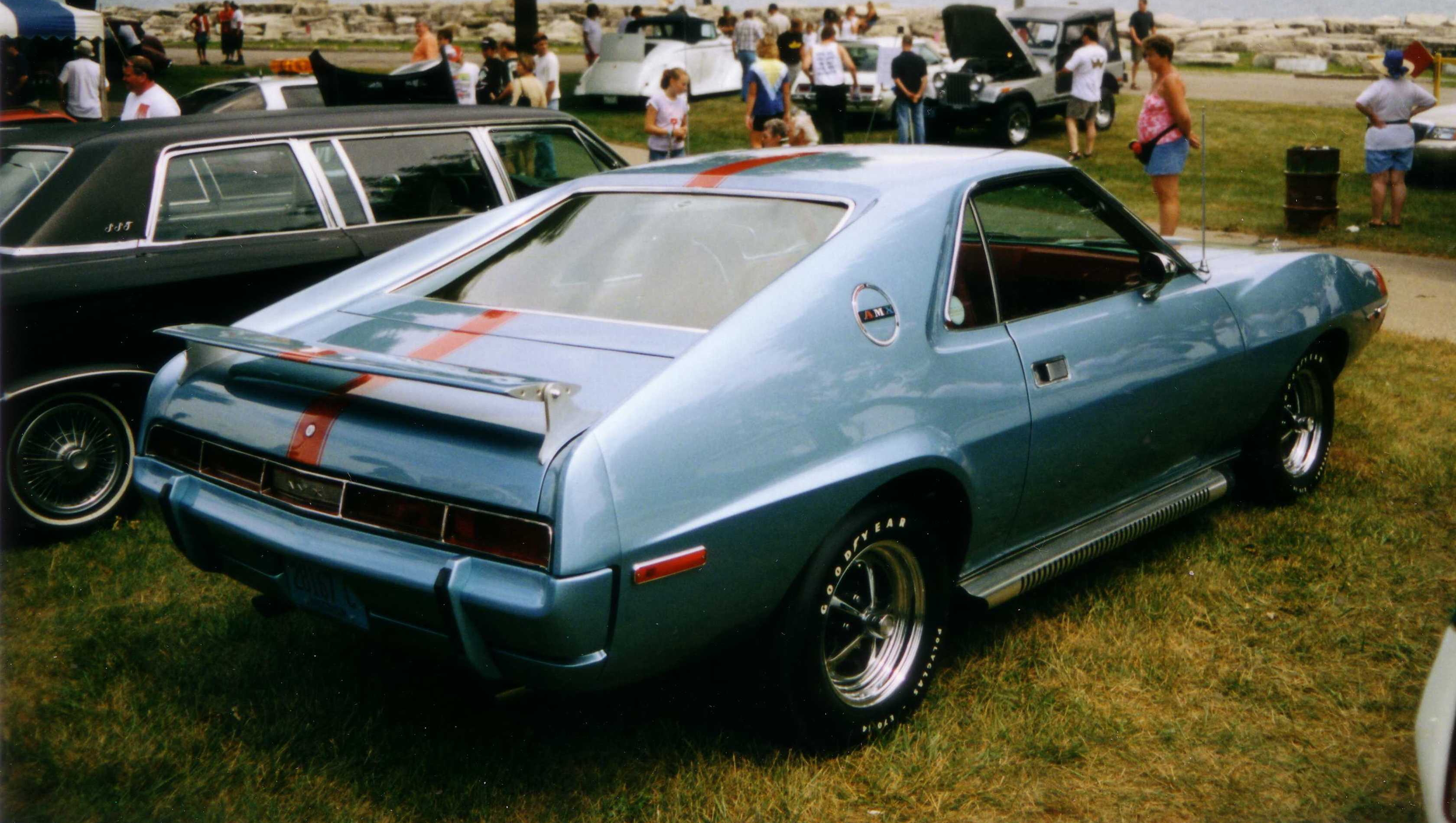
AMX Teague de dos asientos (1971)

Las ventas del AMX de dos asientos no estaban a la altura de las cifras que deseaba la gerencia de American Motors, pero el vicepresidente de estilo de AMC, Dick Teague, quería continuar con el modelo deportivo. El estudio de diseño avanzado de American Motors hizo propuestas de diseño para un AMX de 1971 y Teague solicitó y recibió permiso para producir un prototipo de automóvil completamente funcional.

Comenzando con un cupé AMX Frost White de 1968 como base de desarrollo, Teague actualizó su parte delantera con nuevos guardabarros inclinados (que se incorporaron a la producción del Javelin en 1971), y una parrilla rediseñada. El prototipo también presentaba el interior de lo que se convertiría en los característicos asientos envolventes con respaldo alto de AMC y una tapicería corduroy introducida en 1970. El prototipo se repintó en azul metálico claro con franjas rojas para combinar con el interior. El fabricante de automóviles finalmente no aprobó la producción en serie de un AMX para 1971 de dos asientos y distancia entre ejes corta, pero Teague lo emplearía como su coche personal de uso diario.

## Coleccionismo

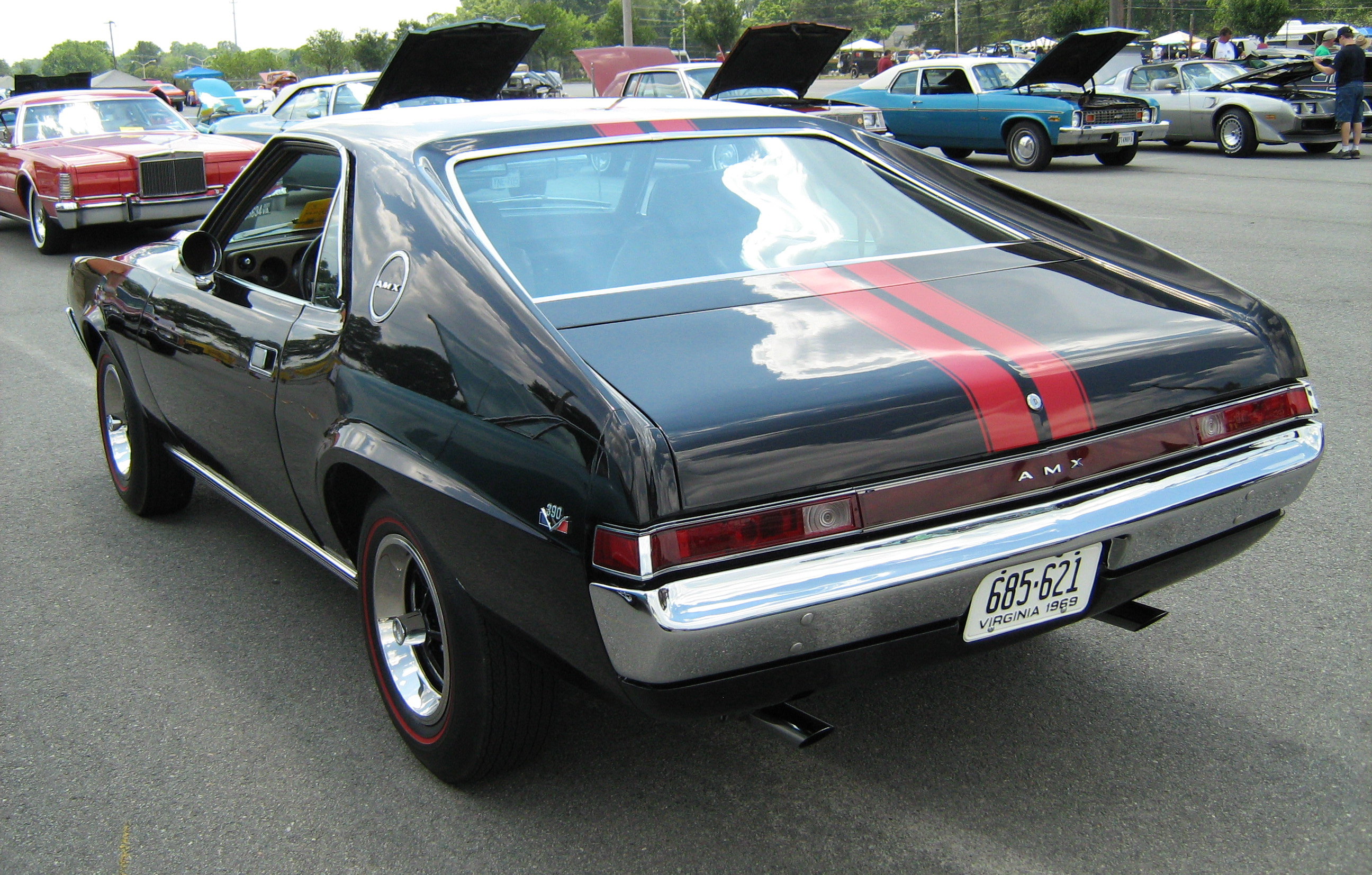
AMX Stock de 1969 en una exhibición de la AACA

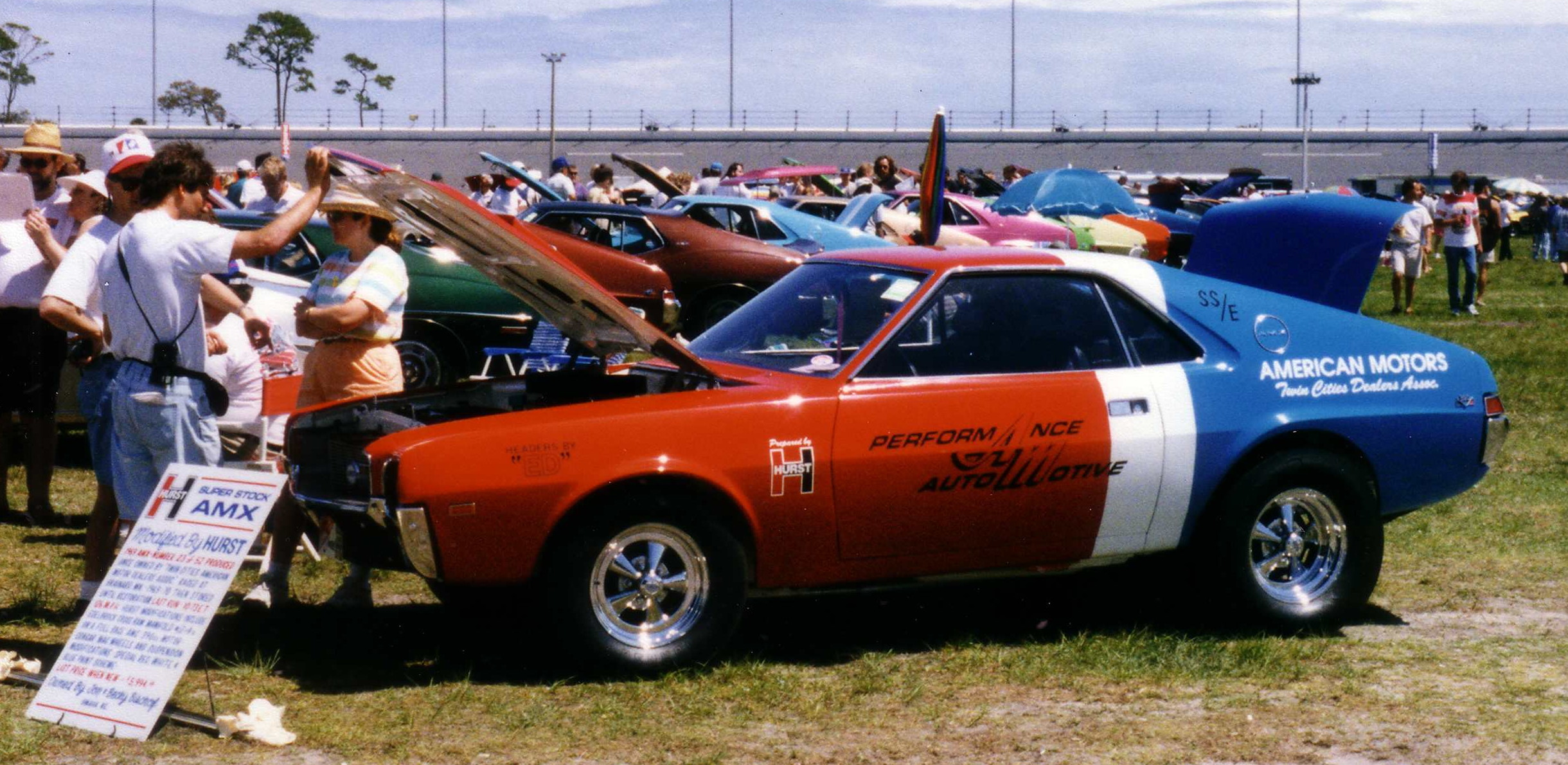
SS Hurst de 1969 (nº 23), un "automóvil de alto rendimiento" en la feria de Daytona, Florida

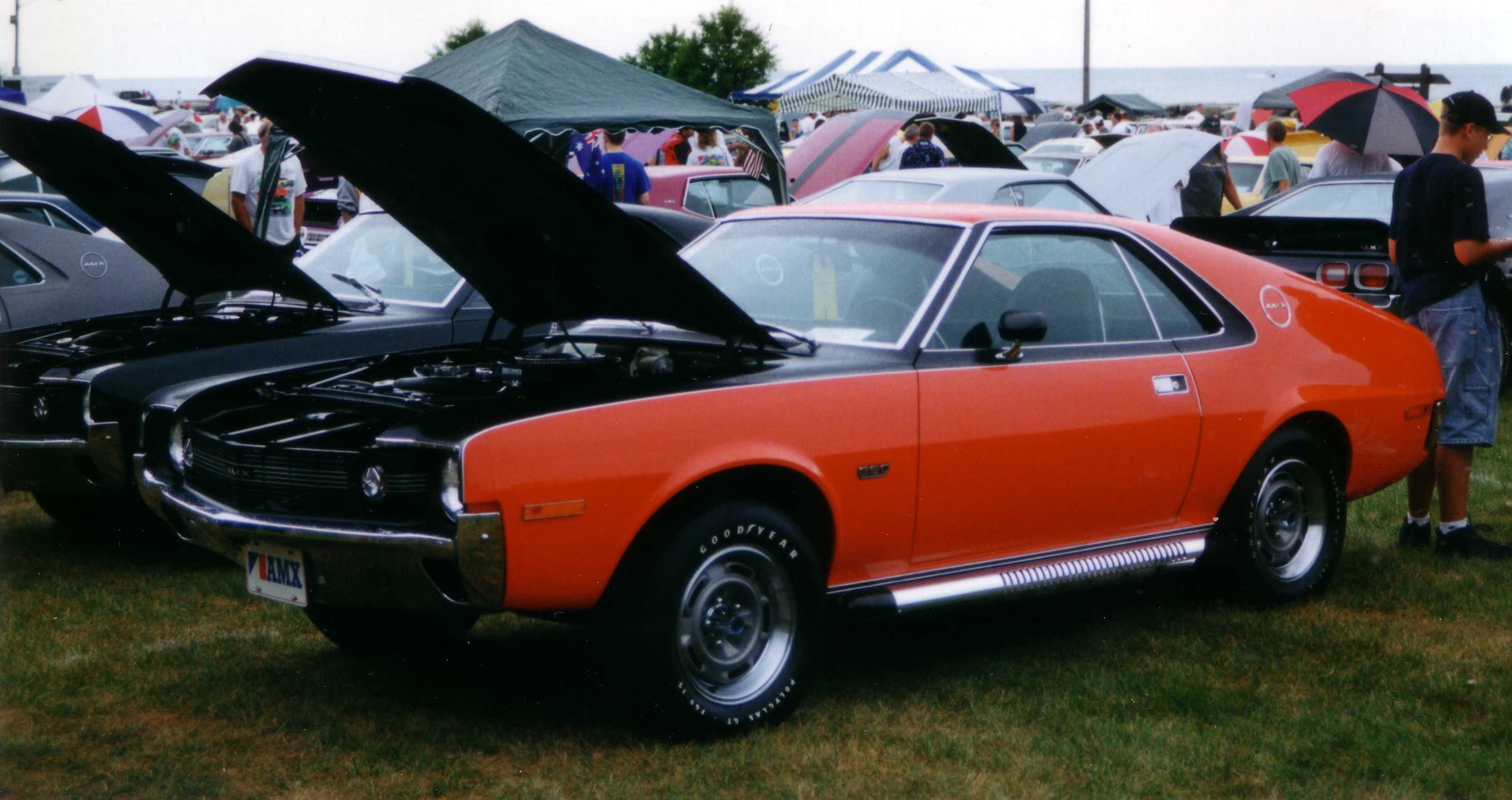
AMX Stock de 1970 con BBO y "máscara de sombra"

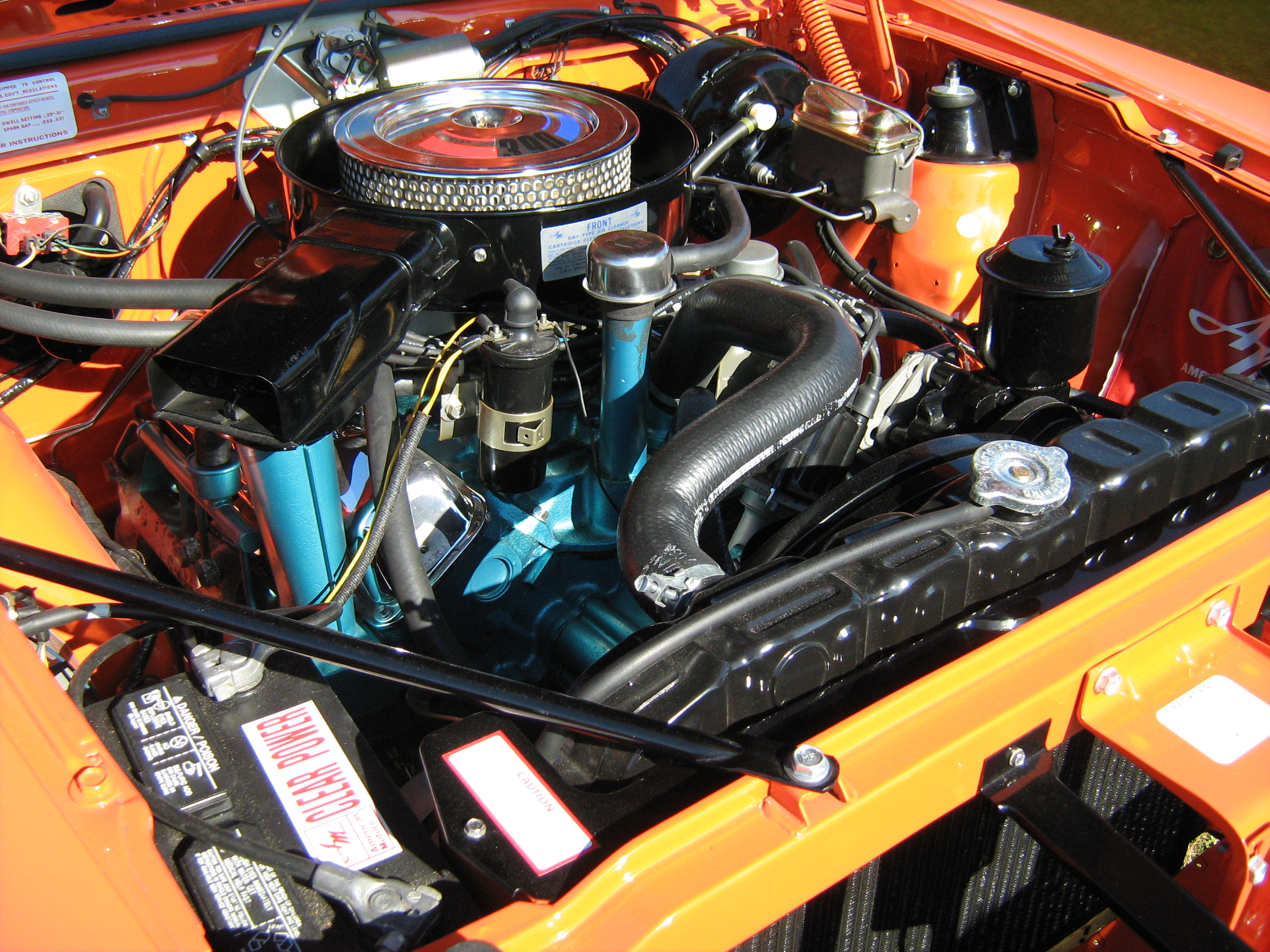
Motor 390 de un AMX Stock de 1970 en una exhibición de coches clásicos

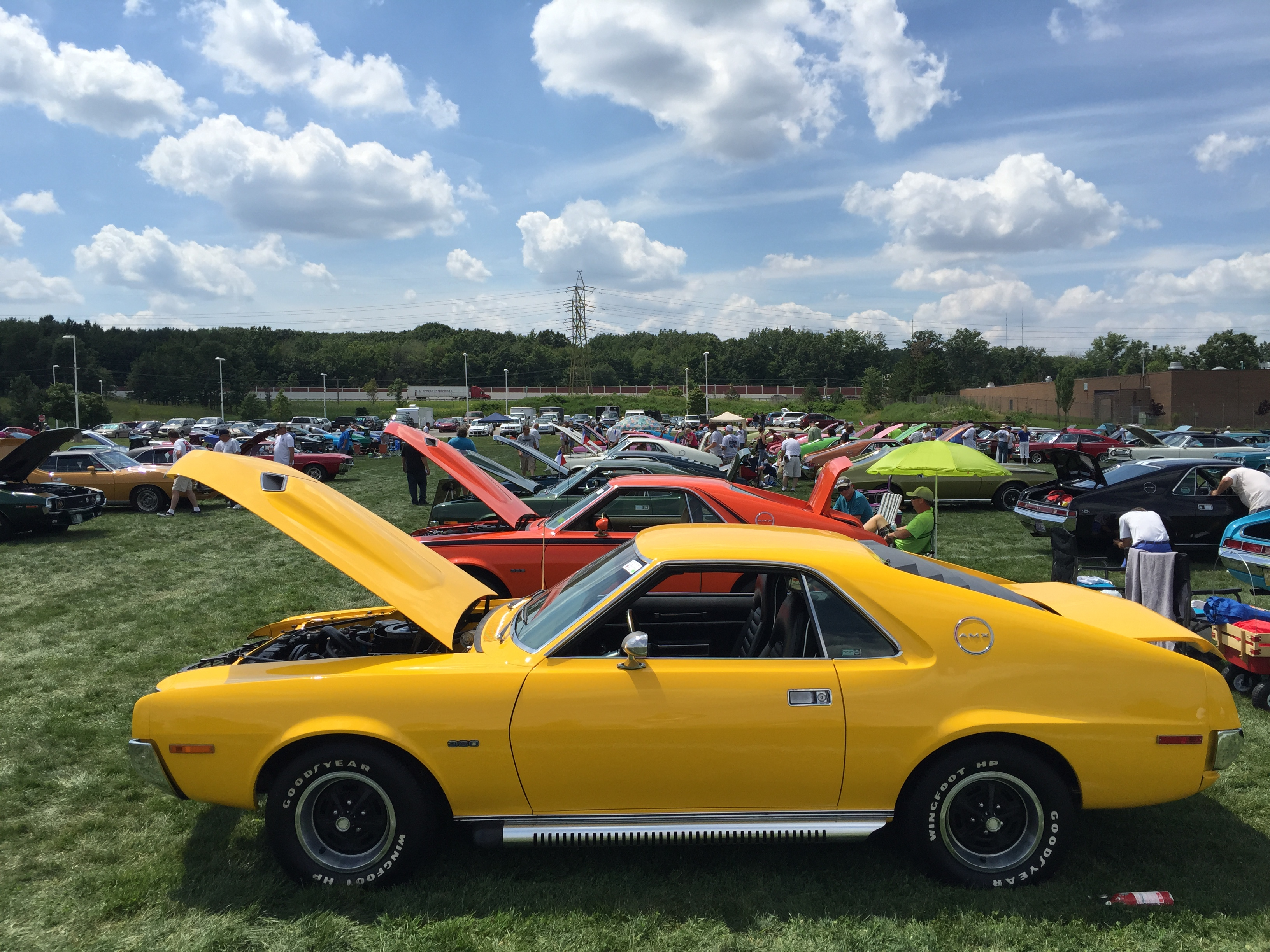
AMX Stock personalizados en una reunión de la Asociación de Propietarios de Coches de American Motors

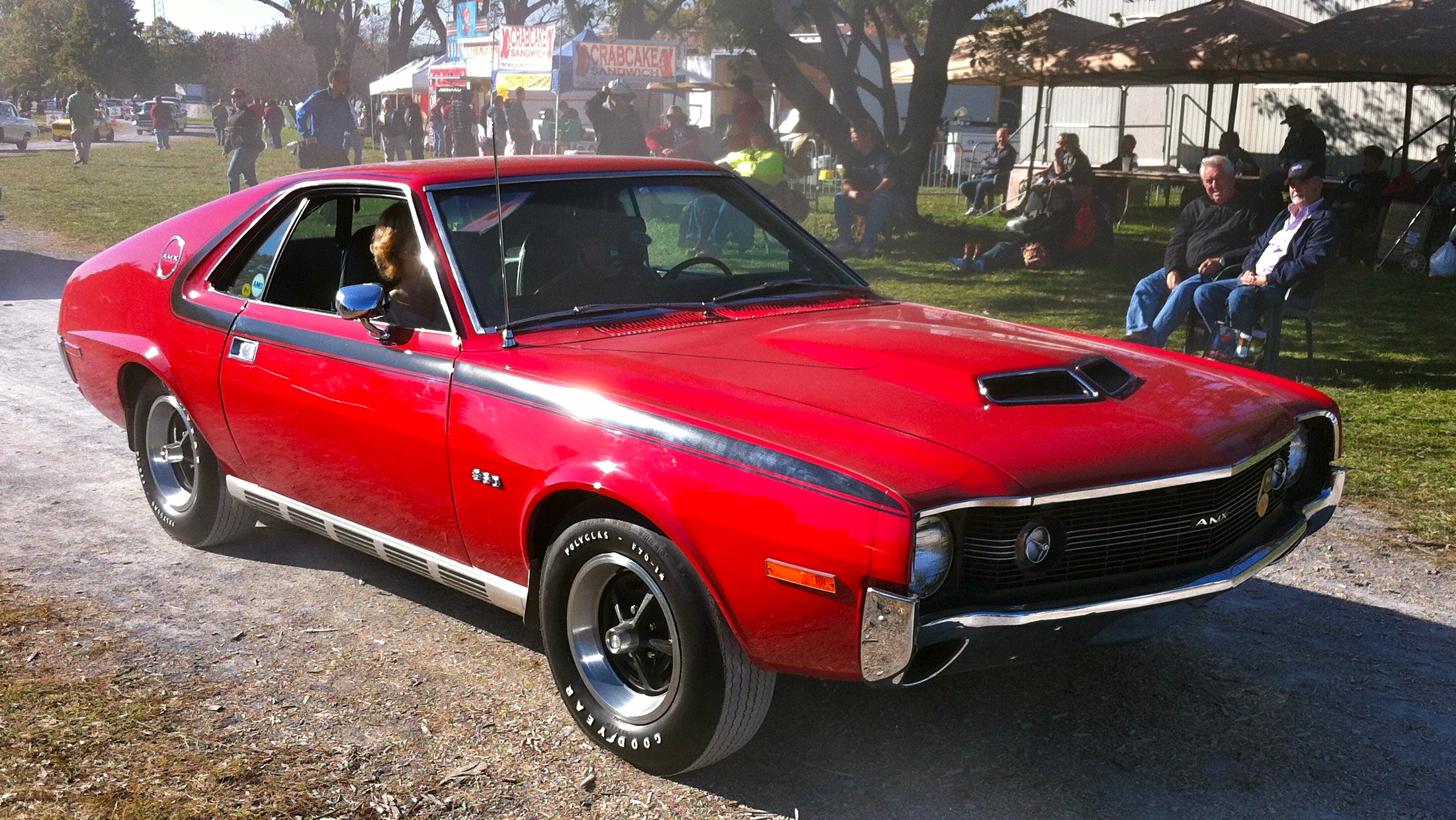
AMX Stock de 1970 AMX en una reunión de la AACA

El historiador y escritor sobre el mundo del automóvil, Richard M. Langworth, señaló que el AMX tiene "todas las cualidades necesarias para ser un automóvil deportivo" y que es "una pequeña máquina que solo puede aumentar de valor a largo plazo".
Antes de 2004, el AMX había sido subestimado desde el punto de vista de la inversión, según CNN.
En 2004, hubo una variación considerable entre los valores de los AMX de dos asientos y los Javelin AMX de cuatro asientos. Craig Fitzgerald mencionó "la satisfacción de tener un coche que no se ve todos los días, ni en la portada de todas las revistas", lo que favoreció al biplaza por su rareza, pero señaló que las piezas de cualquiera de los coches eran extremadamente caras.
En 2006, los editores de la revista Hemmings Muscle Machines dijeron que los AMC habían "experimentado aumentos de valor notables en los últimos años, especialmente en el caso de los AMX..." El libro Keith Martin's Guide to Car Collecting, en colaboración con los editores de la publicación mensual "Sports Car Market", enumeran el AMX de 1970 como una de las selecciones de menos de 40.000 dólares entre "Nueve muscle cars bellas durmientes".
Las versiones únicas, como las del California 500 Special y los 52 coches de carreras de resistencia SS/AMX modificados con accesorios Hurst, son quizás las más buscadas por los coleccionistas. En 2006, un California 500 AMX se vendió por 54.000 dólares en la subasta Barrett-Jackson en Scottsdale, Arizona, mientras que un AMX de serie se vendió por más de 55.000 dólares en la subasta de coleccionistas de Mecum en Belvidere, Illinois. En 2007, Hemmings escribió que solo unos 39 de los coches de carreras llave en mano SS/AMX originales pueden haberse conservado.
Para 2007, el AMX estaba "entre los modelos de AMC más buscados" y "realmente estaba despegando en el mercado de los coches potentes". También en 2007, la revista Hemmings afirmó que el AMX de dos plazas tenía "muchos seguidores entre los aficionados a los coches clásicos y los coleccionistas de vehículos históricos y casi todos los 19.134 construidos... siguen en circulación y en demanda, asegurando un buen futuro para el AMX de primera generación como un muscle car coleccionable". El libro de 2007 Classic Cars afirma que el pequeño y poderoso AMX de AMC "tenía una velocidad increíble" y "todos se han convertido en artículos de colección".
Al señalar los valores crecientes de los AMX de 1968-1970, la revista Hemmings los incluyó entre los "21 coches más populares" que los entusiastas querían en 2007 "y querrán mañana".
En 2008 también escribió en sus páginas que los compradores "'descubrieron' recientemente el AMX; y ahora los compran a diestro y siniestro. Los precios... están en aumento, aunque todavía representan una ganga relativa en comparación con muchos muscle cars comunes".
En 2010, "Hemmings Classic Car" incluyó los AMX de dos asientos en su lista de los 32 mejores coches para restaurar en términos económicos después de tener en cuenta el precio de compra, la disponibilidad de piezas, así como el valor restaurado y su demanda en el mercado.
Aunque de baja producción, el AMX compartió piezas y componentes con otros modelos de AMC. Hay muchos clubes de propietarios de modelos de AMC activos para estos coches. Las piezas, incluidas réplicas de los componentes, están disponibles. Sin embargo, "AMC no fabricó coches en cantidades tan grandes como lo hicieron los Tres Grandes en el pasado; por lo tanto, hay menos material para restaurar y no tantas partes disponibles para todos". A partir de 2010, Hemmings Classic Car señaló que los AMX son "bastante básicos" por lo que no son difíciles de restaurar, y que "están disponibles piezas de réplica" y continúan creciendo con muchas piezas mecánicas intercambiables con otros modelos de coches.
Más valioso todavía según el historiador y escritor especialista en el mundo del automóvil James C. Mays, es el "factor sorpresa". Su libro, The Savvy Guide to Buy Collector Cars at Auction, explica este importante e inconmensurable placer para un propietario, ya sea conduciendo su coche o cuidándolo en un garaje climatizado, como en el caso de un AMX rojo de 1969 que atrajo más atención que los más prestigiosos Ferrari y Lamborghini.
El número 100 de Hemmings Classic Car enumeró los "100 mejores coches de colección estadounidenses jamás fabricados" seleccionados por los editores de la revista homónima sobre la base de "los modelos más populares entre entusiastas del motor y coleccionistas" e incluyó los AMX de 1968-1969 tanto por su rareza como por su gran interés, así como se indicaba que "cuentan con líneas deportivas, proporciones tradicionales de capó largo/cubierta corta y un puñado de opciones de rendimiento para agregarles algo de picante".
"Old Cars Weekly" describe el AMX como un "pequeño paquete atractivo para los adictos a la adrenalina y los muchachos... que tienen apetito por algo un poco fuera de lo común y diferente... un automóvil que el famoso escritor automotriz Tom McCahill describió una vez como algo tan singular como un orangután de Borneo.'"
El periodista automotriz Patric George señaló que el AMC AMX es "un gran modelo de hierro estadounidense antiguo" y con solo "dos asientos, lo que lo convierte en un automóvil más deportivo que muchos otros coches potentes".

### Modelos a escala
Hay disponible una gran variedad de modelos a escala del AMX, incluido el modelo promocional a escala 1/25 producido bajo licencia de AMC por Jo-Han en colores de fábrica. La empresa juguetera Hot Wheels ofreció un AMX personalizado de 1969 a escala 1:64, y en 1971 lanzó el modelo del prototipo AMX/2. También se comercializaron modelos más nuevos a escala 1:18 en metal moldeado, incluida la versión Playboy Pink en la serie "Best of the Best", así como el coche de carreras modificado "Drag-On Lady". Según los editores de Die Cast X Magazine, "los muscle cars son la categoría más grande y popular entre los coleccionistas de de coches de juguete", e incluyeron al AMC AMX entre los 34 modelos que representan "los mejores y más importantes del género... con un nivel prestaciones y un estilo que son los sellos distintivos del punto culminante de la historia automotriz estadounidense".